# Levante Unión Deportiva
El Levante Unión Deportiva, S. A. D. es un club de fútbol de la ciudad de Valencia, en España. En 1909 se fundan el Levante Fútbol Club y el Gimnástico Fútbol Club, coincidiendo con la fundación de la Federación Valenciana de Fútbol. Ambos se fusionaron en 1939 con el nombre de Unión Deportiva Levante-Gimnástico, pasando a denominarse Levante Unión Deportiva en 1941. El Levante es considerado como club decano del fútbol valenciano. En 2025-26 competirá en la Primera División de España, máxima categoría del fútbol español, tras resultar campeón de Segunda División por tercera vez. Disputa sus encuentros como local en el Estadio Ciudad de Valencia, que dispone de una capacidad de 26 354 asientos
En el plano nacional su mejor resultado en Primera División fue la sexta posición en 2011-12, a seis puntos de la tercera plaza. El 2 de febrero de 2020 disputó su partido 500 en la máxima categoría. En la clasificación histórica del fútbol español ocupa el 26.º puesto, habiendo disputado 16 ediciones en la máxima categoría. A nivel internacional ha participado en una ocasión en la Liga Europa de la UEFA en 2012-13, llegando a los octavos de final. En 2023, la Real Federación Española de Fútbol reconoció la denominada Copa Presidente de la República-Copa de la España Libre de 1937 como competición oficial, donde el conjunto granota venció al Valencia C. F. en la final, sumándose así al palmarés nacional del club con las ligas de Segunda División de 2003-04, 2016-17 y 2024-25.
El equipo toma el nombre de la playa de Levante, donde estaba ubicado su campo de juego a principios del siglo XX, el Camp de la Platgeta («campo de la playita»). Debido a sus orígenes en el barrio marítimo del Cabañal-Cañamelar, siempre ha sido conocido como el equipo del Cabañal.

## Historia
El Levante Unión Deportiva es un club de fútbol de la ciudad de Valencia. En 1909, al crearse la Federación Valenciana de Fútbol, se fundaron el Levante FC (heredero del FC Cabanyal) y el Gimnástico FC (heredero del Universitario FC). Se debe recordar que el fútbol, siempre amateur y poco conocido en aquella época, ya existía desde 1903 en Valencia y que ya, en 1907, el FC Cabanyal (antecesor del Levante FC) jugaba sus partidos en un campo frente a la playa de las Arenas, en el barrio del Cabañal. Por otro lado, el Gimnástico FC, el día 16 de septiembre de 1909, publicó el anuncio de constitución de la sociedad Gimnástico, que jugaba en un campo cedido por el Patronato de la Juventud Obrera, en el barrio de Campanar. Con motivo de una exposición regional de 1909, se disputó un torneo exhibición de fútbol en el recinto de la Exposición, en un campo conocido popularmente como «La Gran Pista». Quizá sea interesante reseñar que entre sus fundadores estuvo José Ballester Gozalvo, que, tras una intensa actividad como pedagogo, abogado, periodista y político, desempeñaría, «de facto», el cargo de ministro de Exteriores del Gobierno de la República en el exilio.

### Primeros años (1921–1939)
En la temporada 1921-22, el Levante FC consigue su primer logro: ser subcampeón regional valenciano. De la mano de Gaspar Rubio, logra ser campeón regional valenciano en la temporada 1928-29. Tras esta temporada, nace el campeonato nacional de liga con tres divisiones. En la temporada 1934-35 logra vencer de nuevo en la división regional Valencia-Murcia y además alcanzó las semifinales de la Copa del Rey, siendo eliminado por el Sabadell, pero habiendo dejado atrás a grandes equipos, como el Valencia o el Barcelona.
En el año 1937, el día 18 de julio el Levante ganaba su primer trofeo en una competición que había comenzado el día 6 de junio la copa era la Copa de la España libre también conocida como la Copa de la República (que era como la Copa del Rey). Por otro lado, el Gimnástico FC había finalizado campeón la temporada 1923-24 en la región valenciana.
Durante la guerra civil española, Levante FC y Gimnástico FC jugaron en la Liga del Mediterráneo, terminando quinto y sexto, respectivamente. Los equipos de esta liga también compitieron en la Copa de la España Libre, ocupando el Levante FC la plaza que había dejado el FC Barcelona cuando optó por recorrer México y los Estados Unidos en busca de fondos para la II República. La primera ronda de la competición fue una miniliga con los dos mejores equipos, Levante y Valencia, de clasificación para la final. El 18 de julio de 1937, el FC Levante derrotó al Valencia FC por 1-0 en el estadio de Montjuïc, proclamándose campeón de la Copa de la España Libre. En el año 2007, el Congreso de los Diputados aprobó por unanimidad una proposición no de ley que obliga a la Federación Española de Fútbol a reconocer oficialmente esta Copa de España conseguida por el Levante, lo cual sucedió finalmente el 25 de marzo de 2023.

### Posguerra y fusión - Nace el actual Levante U. D. (1939)

Gráfico del desempeño del Levante UD en la liga 1929-2023

Posteriormente, en 1939, se fusionan dando lugar al nacimiento del club actual, el Levante FC y el Gimnástico FC. Ello se debe a que, tras la Guerra Civil (1936-1939), el Levante FC se encontró con buena parte de su plantilla pero sin un campo en el que jugar, ya que su antiguo recinto deportivo, situado en el Camino Hondo del Grao, pasó a ser utilizado por la OJE. Por su parte, el Gimnástico FC se encontró en la situación inversa: sin casi jugadores, pero disponiendo del histórico campo de Vallejo, y del apodo «granota», gentilicio conseguido como consecuencia de que el Gimnástico FC jugara sus encuentros en el Campo del Stadium, recinto deportivo que se encontraba dentro mismo del viejo cauce del río Turia, en la parte recayente al Palacio del Temple. Tras la fusión se acordó utilizar como equipación un uniforme a rayas blancas y rojas que fue fruto de las rayas granas del Gimnástico FC y de las blancas del Levante FC. También se decidió utilizar como nombre el de Unión Deportiva Levante-Gimnástico (UDLG), aunque popularmente se le denominaba UDELAGE. Después se decidió que la primera equipación fuese la azulgrana del Gimnástico FC y el nombre fuese el de Levante U. D..
La firma de la fusión entre el Levante FC y el Gimnástico FC tuvo lugar el día 6 de agosto de 1939, en el domicilio de don Rafael Valls Castelló, calle de la Reina, 72, 1.º, Valencia. Tras la firma del acuerdo de la fusión, fue elegido Rafael Valls Castelló primer presidente de la Unión Deportiva Levante-Gimnástico.

### Comienzo de la competición liguera (1941–1963)

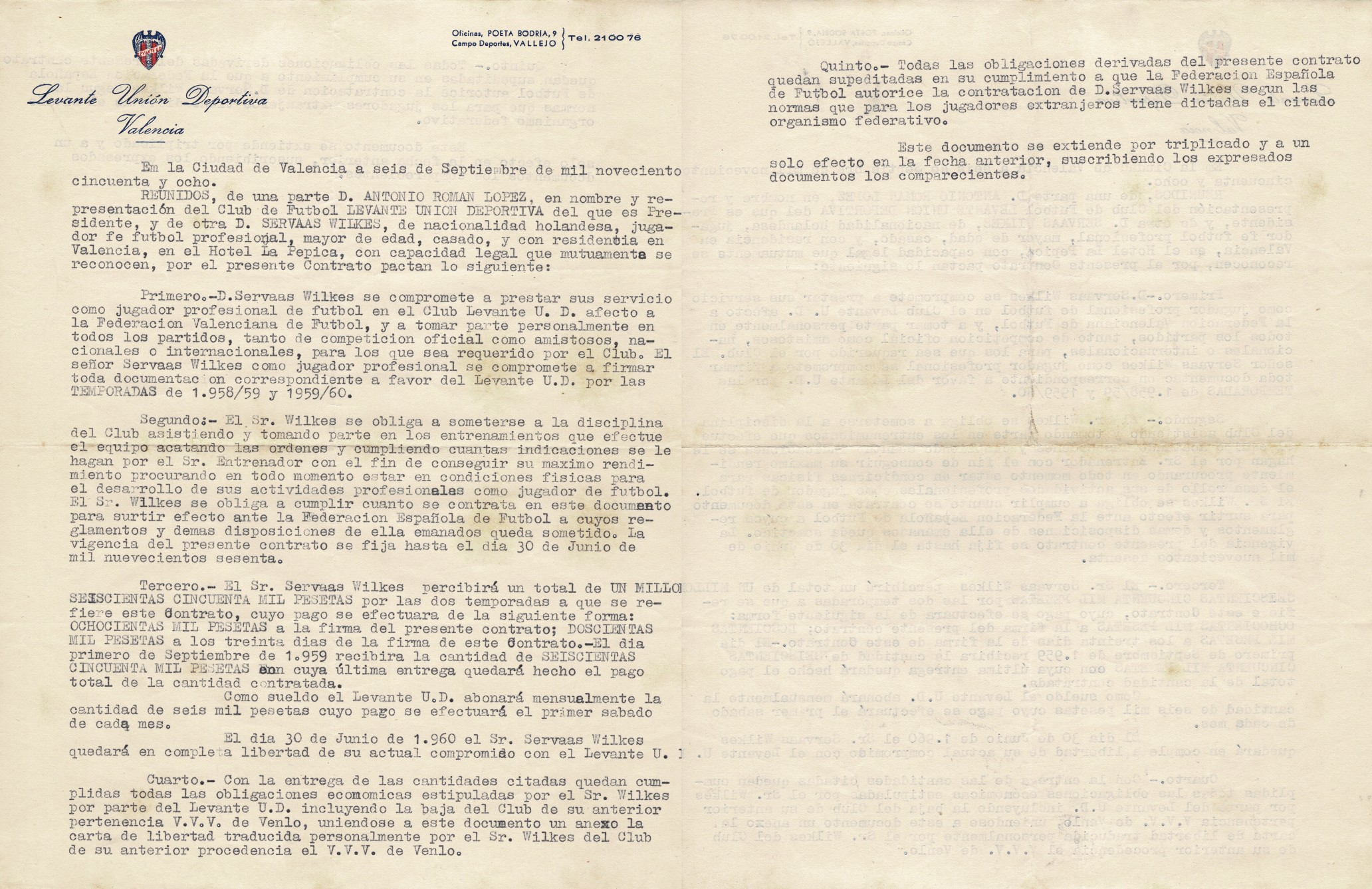
Contrato de fichaje de Faas Wilkes.

En 1941-42 se adopta el nombre actual, Levante Unión Deportiva. Además, se incorpora definitivamente como uniforme el azulgrana del Gimnástico F. C., relegando el blanquinegro del Levante F. C. a la segunda equipación. Esa misma temporada, el equipo descendió a la categoría regional, aunque al año siguiente se logra volver a Tercera División. En la temporada 1943-44, el Levante finalizó como campeón, pero no logró el ascenso, el cual se hizo esperar hasta dos años después, en la temporada 1945-46. El Levante finalizó la campaña como campeón de su grupo y quedó segundo en la liguilla de ascenso, por detrás del CD Málaga.
Ya en Segunda División, el Levante realizó una buena temporada como recién ascendido, finalizando en el sexto puesto. Pero su mayor éxito lo logró en la victoria en Copa contra un mítico Athletic Club, remontando un resultado de 6-2 en San Mamés, venciendo en Vallejo por 4-2 en un encuentro histórico.
El Levante se mantuvo en la Segunda División hasta la temporada 1951-52, que descendió a Tercera División. Ese mismo año, el club se hizo con el dominio del campo de Vallejo por 6 millones de pesetas. Tras un año de transición en Tercera, el Levante regresa a Segunda División en la temporada 1953-54, siendo los jugadores paseados a hombros por las calles del barrio del Cabañal y de la Malvarrosa. Sin embargo, al año siguiente, el equipo volvió a descender, aunque recuperó la categoría inmediatamente después.
En la temporada 1957-58, el equipo comenzó con muy malos resultados coincidiendo con la gran riada de Valencia, que dejó el campo de Vallejo inservible, teniendo que jugarse los partidos correspondientes a la primera vuelta lejos de él. A pesar de los contratiempos, el Levante logró remontar y alcanzar un increíble cuarto puesto, lo que hizo a los aficionados comenzar a soñar con el ascenso a Primera División. Este casi se logró durante la temporada 1958-59; sin embargo, la U. D. Las Palmas venció al Levante en la promoción por un gol de diferencia.

#### Primer ascenso a Primera División (1963-1964)
Durante los años 60, el club llevó a cabo un proceso de estabilización económica ante los problemas monetarios que empezó a mostrar.
En la temporada 1962-63, el Levante logra su primer ascenso a Primera División, bajo la presidencia de Eduardo Clerigues, tras vencer en la promoción al Deportivo de La Coruña, ganando tanto en Riazor como en Vallejo.
El Levante debutó en Primera División el día 15 de septiembre de 1963 en Barcelona ante el RCD Español, empatando a cuatro goles. El equipo finalizó la temporada en un respetable décimo puesto. Al año siguiente, el Levante no logró asegurar la permanencia, perdiendo en la promoción frente al Málaga.

### Crisis de resultados (1964–1971)

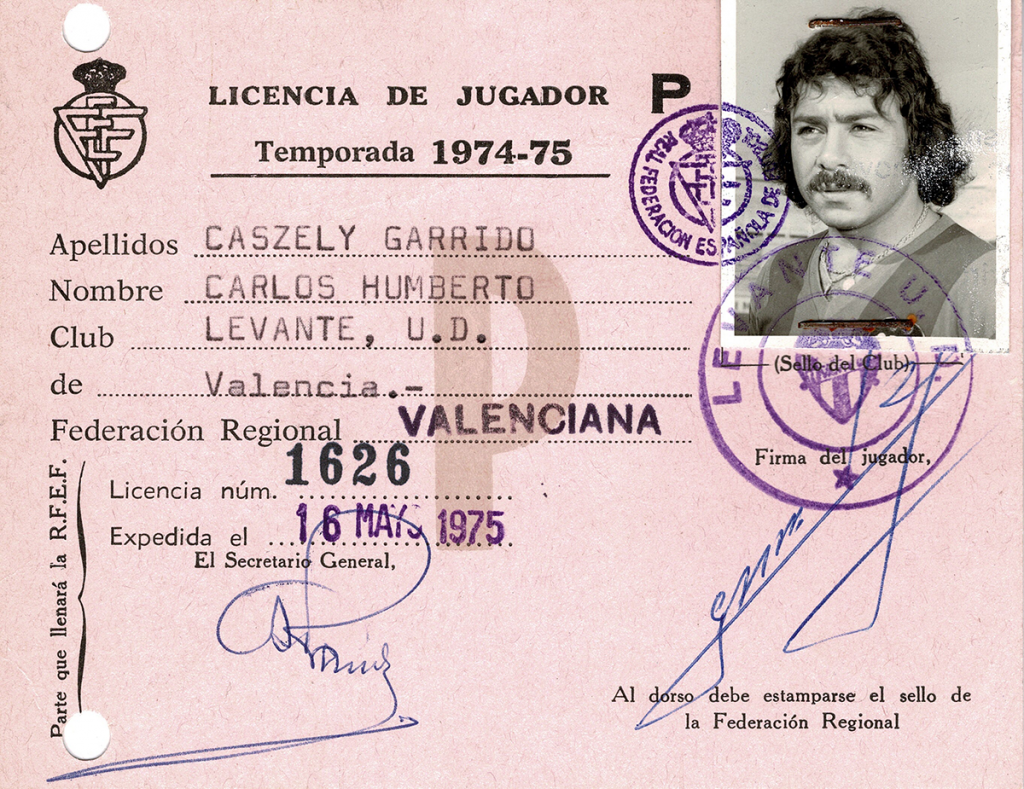
Licencia de jugador de Carlos Caszely.

Al finalizar la siguiente temporada en Segunda División, el Levante se vio obligado a traspasar a sus mejores jugadores ante el desfase económico que presentaba. Al año siguiente, en la temporada 1967-68, el Levante se clasificó en 14.ª posición. Esto no fue suficiente, ya que la Federación Española decidió reducir la Segunda División a un solo grupo, por lo que el Levante se vio obligado a descender a Tercera División.
Para finalizar con las deudas del club, la directiva decidió vender el ya antiguo estadio de Vallejo y comprar unos terrenos en el barrio de Orriols, donde se construyó un nuevo estadio, el actual Ciudad de Valencia, con el nombre de Antonio Román, presidente del club, que sería inaugurado el 1969. Mientras se construía el estadio, el Levante jugó sus partidos en el campo de Mestalla, propiedad del vecino Valencia CF.

### Década de los 70
En la temporada 1972-73, el Levante logró salir de la Tercera División y ascendió como campeón a la división de plata a falta de varias jornadas; sin embargo, al año siguiente no logró mantener la categoría y descendió de nuevo. De nuevo en Tercera División, el Levante realizó una magnífica temporada 1974-75 y logró un segundo puesto, aunque perdió en la promoción frente al Deportivo Alavés.
Al año siguiente, durante la temporada 1975-76, el Levante logra una vez más el ascenso. Para celebrarlo, se organizó un partido homenaje contra la selección brasileña, atrayendo al público al estadio. Sin embargo, al año siguiente el equipo volvió a perder la categoría, descendiendo a la Segunda División B y entrando en una delicada situación económica.
Durante los dos siguientes años, el Levante no reparó en gastos e invirtió ampliamente con tal de recuperar la categoría, objetivo cumplido al finalizar la temporada 1978-79. El club había retornado a la división de plata y mantuvo la categoría durante varios años, pero a costa de una gran deuda económica.

### Fichaje de Johan Cruyff y nueva crisis (1981–1994)

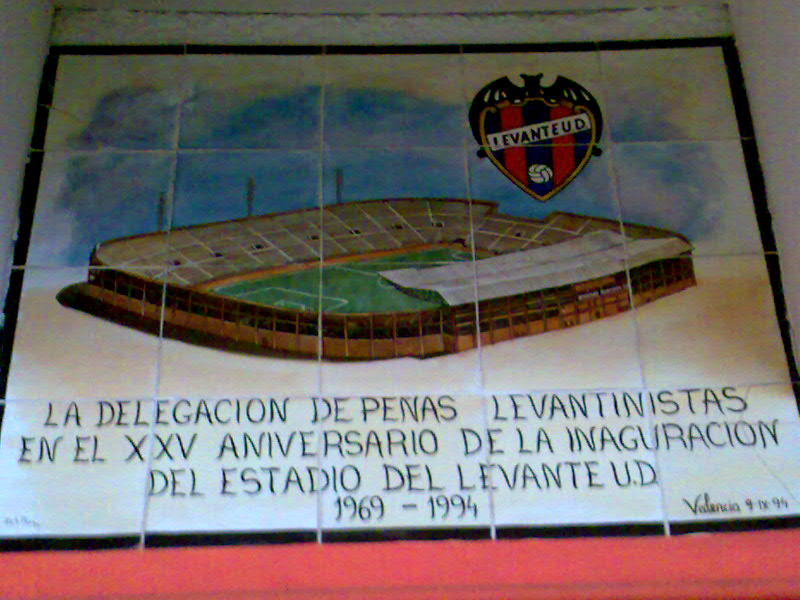
Cuadro de las peñas levantinistas en el XXV aniversario de la inauguración del estadio del club (1994).

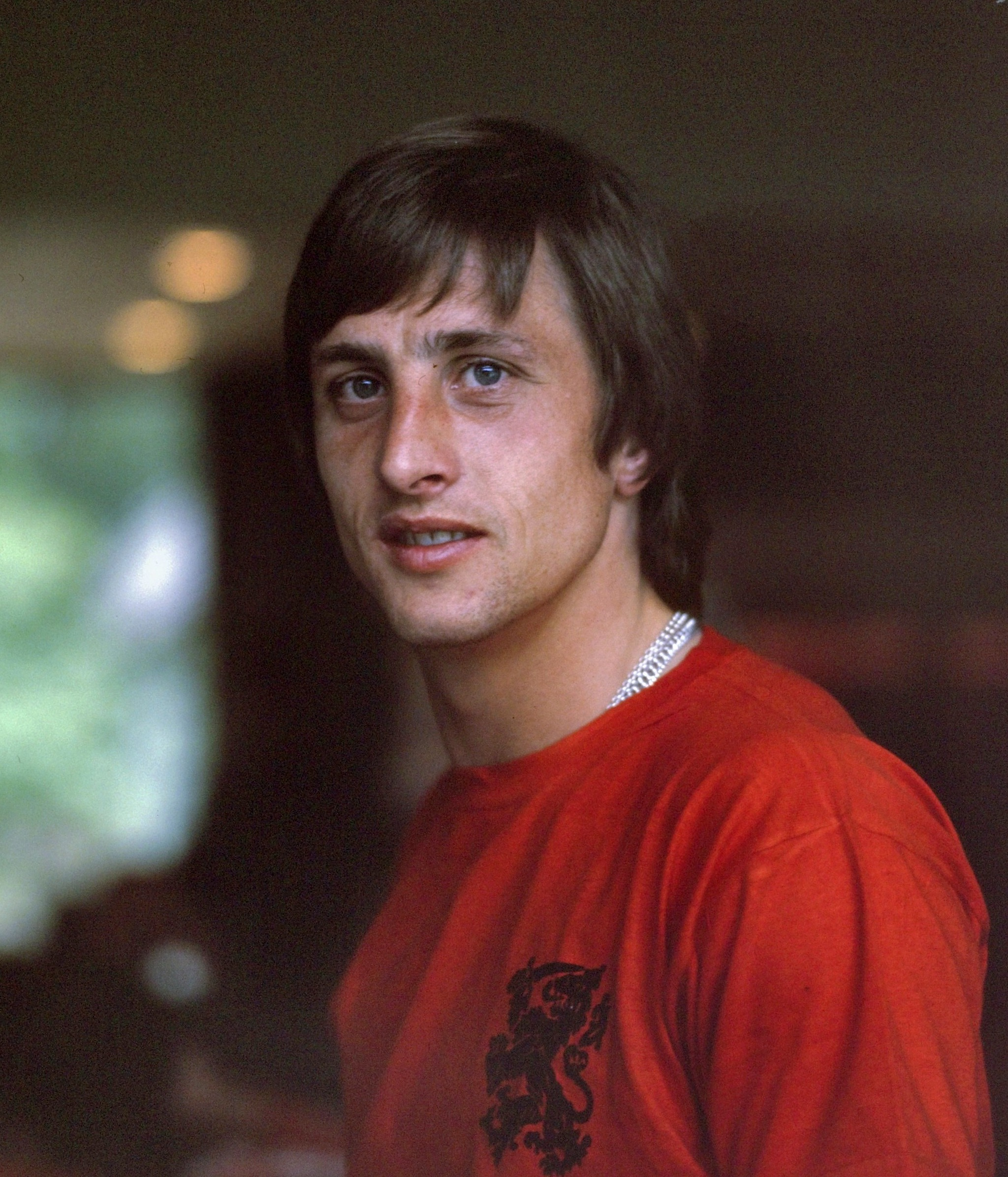
Johan Cruyff jugó en el Levante en 1981.

En la temporada 1980-81, el presidente decidió fichar a Johan Cruyff, a pesar de que el equipo estaba realizando una magnífica temporada. El jugador neerlandés debutó el día 1 de marzo de 1981 con gran revuelo mediático. La llegada de Cruyff tuvo el efecto contrario al deseado y el equipo comenzó a encadenar una serie de malos resultados que hicieron que el equipo quedase finalmente en la novena posición.
En la temporada 1981-82, la situación económica es tan difícil que se hace imposible el cobro de los jugadores. Estos decidieron encerrarse en el vestuario obligando con ello a dimitir al presidente y a sus colaboradores. Esa misma temporada, el club desciende a la Segunda División B. Sin embargo, debido a las deudas, el club se ve obligado a descender otra categoría más, hasta la Tercera División. Sin nadie que se hiciera cargo del club se nombró una Junta Gestora presidida al principio por Vicente Lluch y tras la dimisión de este por el que era vicepresidente de la misma Alejandro Escribano Vidal, auténtico salvador del club al poner el dinero necesario junto con cuatro personas más para evitar la disolución, y por lo tanto la desaparición del Levante U. D. 
La temporada siguiente, 1982-83, logró el subcampeonato, pero perdió la promoción frente al Real Avilés Industrial. Al año siguiente, se logra ascender a la Segunda División B siendo presidente del Levante U. D. Alejandro Escribao Vidal, elegido unos días antes de la toma de posesión de la presidencia por parte de Antonio Aragonés y a petición de este último, que hizo que la junta gestora se transformara en junta directiva del club y el presidente de la misma en Presidente del Levante U. D.. En esta temporada se celebra el 75.º aniversario del club, nombrándose como presidente de honor al príncipe Felipe y llevándose a cabo diversos actos sociales bajo la presidencia de Antonio Aragonés.
En el 76.º aniversario del club, este desciende una vez más a Tercera División, mientras se lleva a cabo un saneamiento de la economía del club.
En la temporada 1986-87 alcanza la presidencia Ramón Victoria, el cual intentó paliar el desastre económico durante sus ocho años de mandato, retornando y manteniendo al club en la Segunda División B.
Durante este periodo, se popularizó el apodo de «equipo ascensor», debido a los constantes ascensos y descensos del club durante su historia. En la temporada 1988-89, el equipo logra ascender a la división de plata y mantiene la categoría al año siguiente. La falta de medios económicos no permitió la formación de un equipo adecuado, lo que provocó en la temporada 1990-91 el descenso a la Segunda División B. Tres temporada después, en la 1993-94, el equipo alcanza sin éxito la promoción de ascenso. El mismo resultado alcanzó el equipo siendo entrenador Juande Ramos, a pesar de sus 13 victorias consecutivas. Esa temporada, el día 13 de mayo de 1994, el Levante se constituyó en sociedad anónima deportiva.

### Segunda mitad de los 90 (1994–2000)
En la temporada 1995-96, el equipo logró, tras una excelente campaña, el primer puesto y el ascenso a la Segunda División. La temporada siguiente, de la mano del técnico Mané, el equipo se clasifica en el primer cuarto de la tabla.
En la temporada 1996-97, Pedro Villarroel alcanza la presidencia del club y, a pesar del lema de «Nuestra bandera es un Levante de Primera», el equipo regresó a la Segunda División B, para volver a la Segunda División A al año siguiente de la mano de Pep Balaguer.
Durante la temporada 1999-00, el equipo estuvo a punto de lograr el ascenso. Esa misma temporada se celebró el 90.º aniversario del club con diversos actos sociales, incluyendo el rediseño de la mascota del club, una rana (granota).

### Primera década delsigloXXI
En la temporada 2001/02, el Levante no logró los puestos de la permanencia tras el paso de José Carlos Granero y de Pep Balaguer; sin embargo, el Burgos no logró constituirse en sociedad anónima deportiva, lo que permitió que el Levante mantuviese su plaza en la categoría. La temporada siguiente realizó el fichaje estrella de Pedja Mijatović, seguido de un gran revuelo mediático y social. Sin embargo, la aportación del futbolista fue semejante a la de Cruyff en su época y el equipo no logró el ascenso.

#### Segundo ascenso a Primera División (2003–2005)

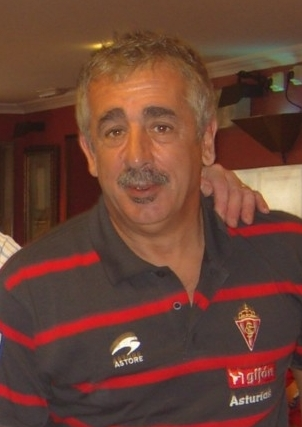
Manuel Preciado logró el ascenso en la temporada 2003-04.

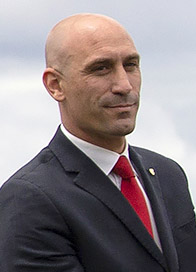
Luis Rubiales, jugador del club entre 2003 y 2008.

En la temporada 2003/04, el Levante logra ascender a Primera División por segunda vez en su historia, gracias a haber logrado ser, además, campeón de la categoría de la mano de Manolo Preciado en un partido frente al Xerez en Chapín. El equipo fue recibido por las autoridades valencianas y se celebró en toda la ciudad por todo lo alto.
La temporada en Primera División (2004/05) se inició de manera espectacular. El equipo, con Bernd Schuster en el banquillo, fue considerado como revelación del año e incluso se soñaba con alcanzar puestos UEFA. El equipo no lo consiguió y acabó bajando a Segunda División.

#### Tercer ascenso a Primera División (2006–2008)

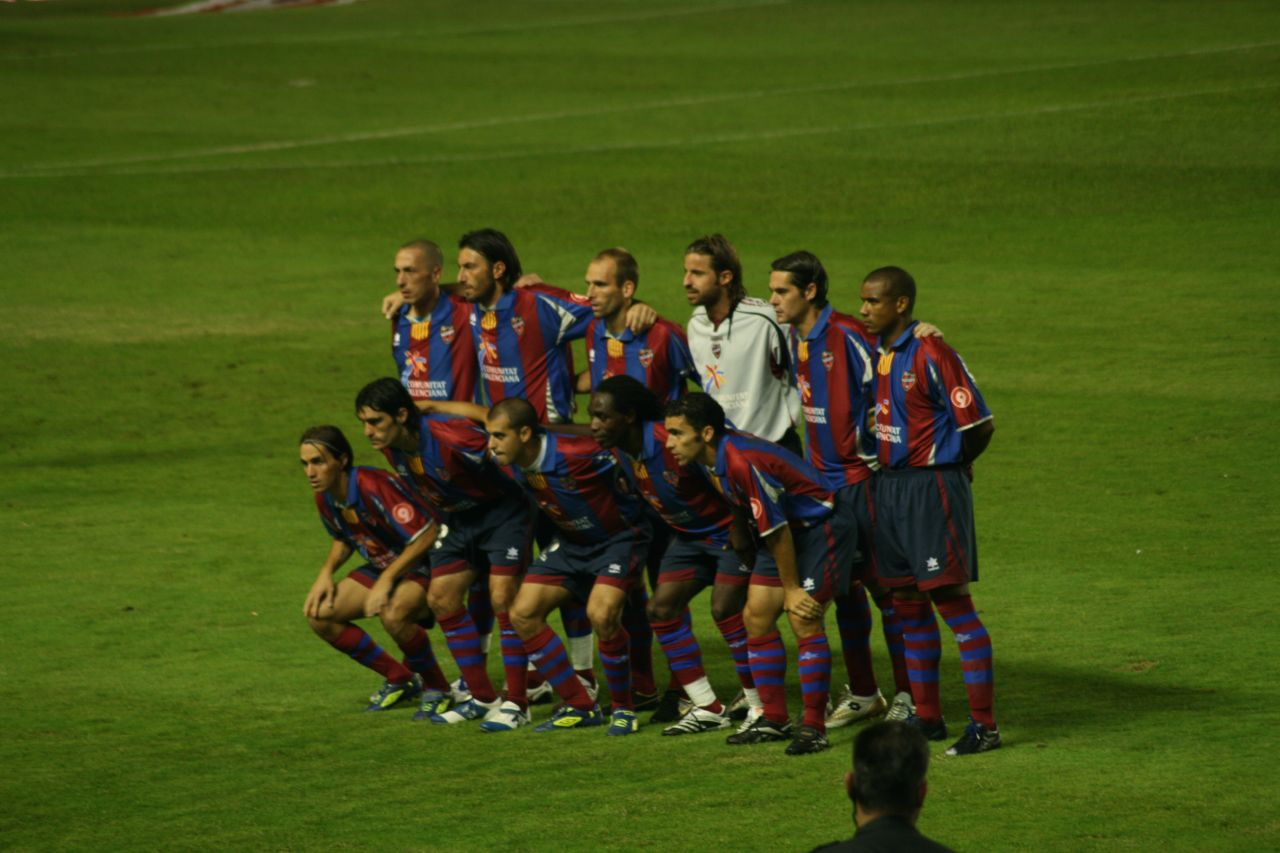
Alineación del Levante U. D. la temporada 2007/08.

No obstante, en la temporada siguiente (2005/06), y con dos entrenadores, primero con José Oltra y, tras su destitución, con José Manuel Esnal «Mané», acompañado de Ángel Garitano, el Levante volvió a alcanzar su objetivo en Lérida y regresó a la Primera División. Ese año (2006/07) sí que se consiguió la permanencia (López Caro y Abel Resinos).
Pero en la siguiente temporada (2007/08), el Levante tuvo uno de los peores inicios de liga en la historia de la Primera División. En los diez primeros partidos solo consiguió un punto de los 30 posibles. Solo el Real Sporting de Gijón en la temporada 1997-98 tuvo un inicio peor. Tras acabar la Liga, de los 38 partidos que había jugado, solo logró ganar siete y empatar cinco. Sin embargo, perdió veintiséis partidos. En la clasificación acabó último con 26 puntos, a 17 de la salvación, y, tras perder 2-0 contra el Recreativo de Huelva el 27 de abril de 2008, consumó su descenso matemático a Segunda División.

### Crisis económica y deportiva (2008–2010)

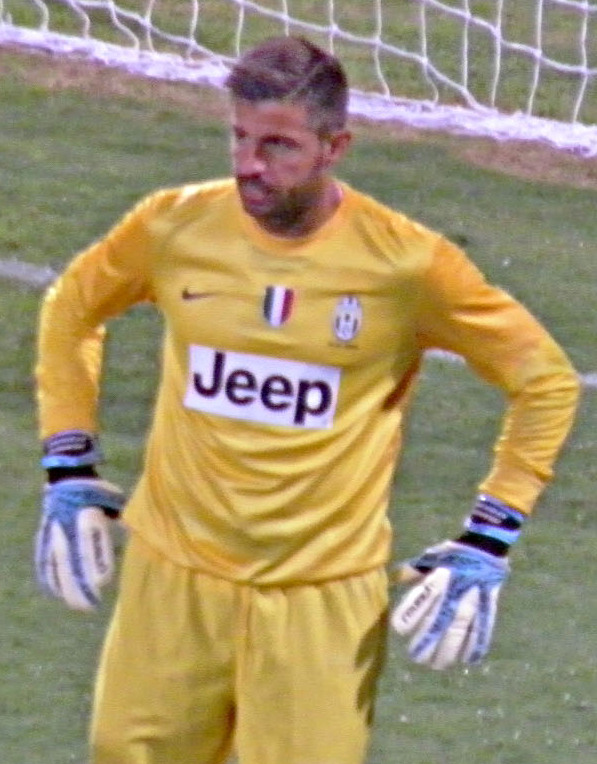
Marco Storari, jugador del Levante durante la temporada 07-08.

También atravesó una crisis económica debido al retraso de los pagos a los jugadores. Empezó la temporada con Abel Resino como entrenador, con el que logró salvarse en la campaña anterior; pero fue destituido en la séptima jornada, como consecuencia de encadenar un empate y seis derrotas, cinco de ellas de forma consecutiva. Fue sustituido por Gianni De Biasi, que mejoró los resultados del equipo, pero no lo suficiente como para acercarse a la salvación, dado que el equipo ya estaba totalmente hundido. El 16 de abril de 2008, Gianni De Biasi dimitió al ver imposible la salvación del conjunto granota. Poco después contrataron a José Ángel Moreno para suplir la baja de Gianni De Biasi. En la Copa, la última salida que le quedaba al Levante para enmascarar sus pésimos resultados en la Liga, eliminó a la U. D. Almería en dieciseisavos de final por 2-1 en el Ciudad de Valencia y por 1-1 en Almería. En octavos quedó apeado por el Getafe CF perdiendo los dos partidos, por 3-0 y 0-1.
En enero, cinco jugadores abandonaron el club: Marco Storari, portero titular, se marchó al Cagliari Calcio; Emilio Viqueira, que fichó por el Xerez CD; Bruno Cirillo, que se marchó al Reggina; Sávio Bortolini, que se fue a la liga brasileña, y Christian Riganò, que se unió al Siena. Todas estas bajas son producto del retraso de los pagos a los jugadores por la mala situación económica que atravesaba el club. Una situación que no impidió, sin embargo, encadenar la mejor racha en lo deportivo, consiguiendo tres jornadas consecutivas sin perder. La acumulación de deudas provocó la amenaza de los jugadores al club, que amenazaron con marcharse si la situación económica del club no cambiaba. Además, cabía la posibilidad de que el equipo descendiera administrativamente a Segunda B.
Los jugadores, hartos de no cobrar durante año y medio, amenazaron con iniciar una huelga, con lo que se negaron a jugar los partidos de liga Recreativo-Levante y Levante-RCD Espanyol; sin embargo, el sábado 26 de abril de 2008, se llegó a un acuerdo con el club, que pagaría 10 de los 18 millones de euros que les debían. Pero unas semanas después, antes de la última jornada de liga ante el Real Madrid en el Bernabéu, volvieron a convocar una huelga, amenazando con negarse a jugar el partido y dejando así al equipo merengue sin poder celebrar su título liguero. Finalmente, se llegó a un acuerdo y el partido se disputó, acabando con el resultado de 5-2.
El 3 de julio de 2008 el equipo presenta una suspensión de pagos ante el Juzgado de lo Mercantil número 2 de Valencia. A pesar de la crisis económica, la nueva temporada comenzaba y, tras el fichaje de Luis García Plaza como entrenador y la fuga de jugadores, la secretaría técnica del club se vio obligada a formar un equipo en muy poco tiempo. Sin embargo, y a pesar de las dificultades, Manolo Salvador y el técnico lograron formar un equipo competitivo para la categoría, disipando los temores de un nuevo descenso. Tras la marcha de Pedro Villarroel y de Julio Romero del club dejándolo con más de 80 millones de euros de deuda, Jesús Serna, en representación de un grupo inversor, accedió a la compra de las acciones y a la presidencia del club, aunque su estancia en el mismo fue infructífera y efímera. Tras la inactividad de los nuevos propietarios, el Levante logró, mediante la administración concursal, hacerse con las acciones del club para retenerlas en autocartera.
La temporada finalizó con el equipo sellando la permanencia a falta de poco menos de una decena de jornadas y logrando el octavo puesto.

### Centenario
El día 9 de septiembre de 2009, comenzaron los actos de conmemoración del centenario de la entidad, el cual se alargaría hasta septiembre de 2010.

#### Cuarto ascenso a Primera División (2010-2016)

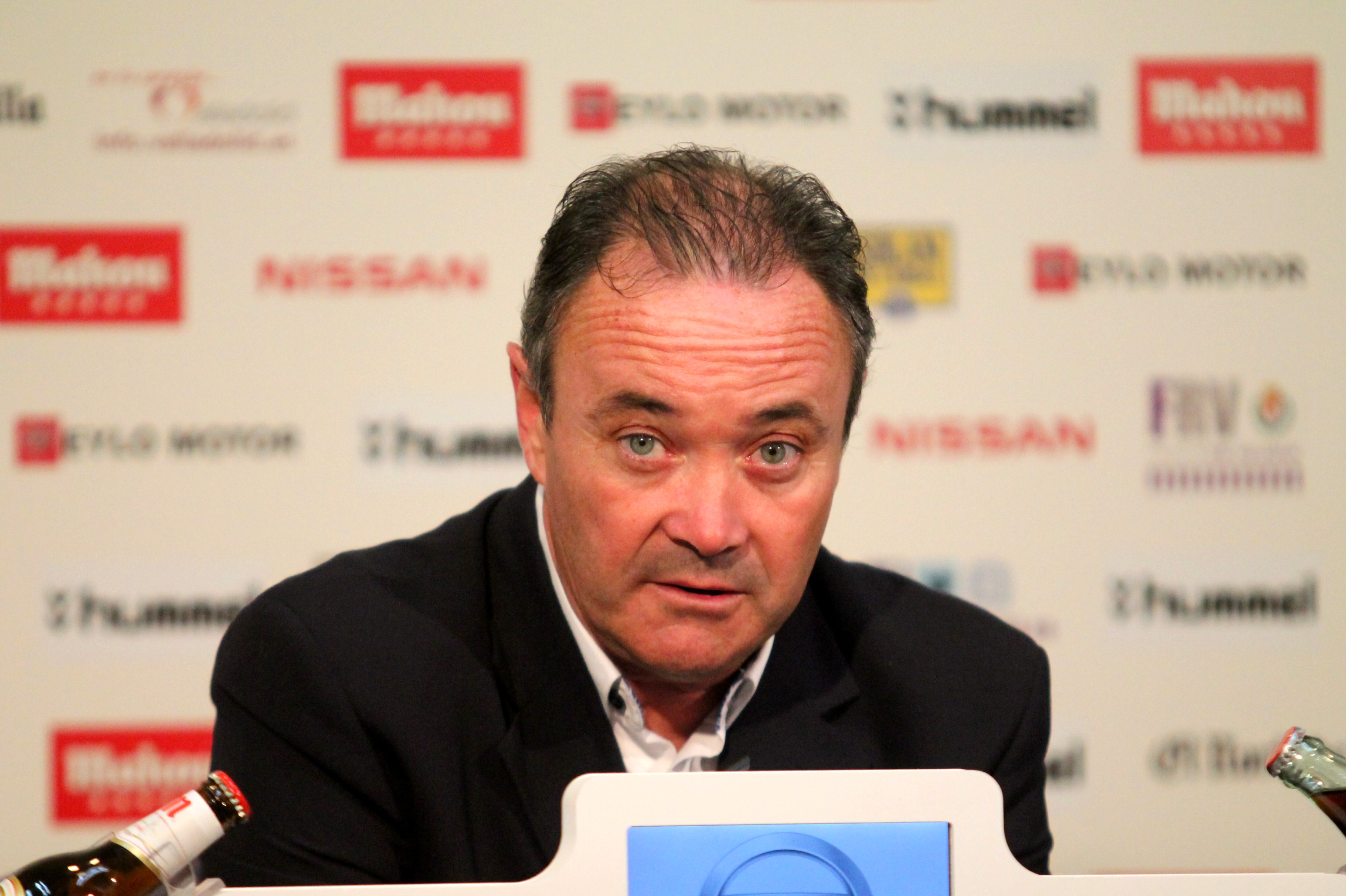
Juan Ignacio Martínez «JIM» logró clasificar al Levante a la Europa League por primera vez en su historia en la temporada 11-12.

Tras un inicio de temporada titubeante y un final de año 2009 decepcionante, el Levante inició el año 2009/10 de forma fulgurante e hizo una segunda vuelta espectacular, convirtiéndose en el mejor equipo de la Segunda División. Tras históricas victorias en las que se le dio la vuelta al marcador, como la victoria frente al Hércules CF en el Ciudad de Valencia por 2-1 o frente al F. C. Cartagena en el estadio Cartagonova por 3-5. El 13 de junio de 2010, el Levante, con uno de los presupuestos más bajos de la categoría y de forma totalmente inesperada, lograba su cuarto ascenso a la Primera División en su historia con una victoria ante el CD Castellón por 3-1 y el simultáneo empate del Real Betis en el Helmántico de la U. D. Salamanca a falta de una jornada. El Levante hizo un fortín en su estadio, en el cual solo perdió su único partido ante el F. C. Cartagena por 1-2, consiguiendo 13 victorias y 7 empates y una suma de 46 puntos obtenidos en el Ciudad de Valencia.
Se disputa en pretemporada el Trofeu del Centenari, donde el Levante jugó ante el AS Roma, y después de 90 minutos con un marcador 0-0, cae derrotado en los penaltis (4-5).
Empezó la temporada 2010-11, marcada por tres derrotas seguidas. A pesar de una mala primera vuelta, el conjunto de Luis García Plaza reaccionó, empezando por un empate contra el Real Madrid de Mourinho cosechado en el Ciudad de Valencia. Consiguió la permanencia en la penúltima jornada de liga, empatando con el Valencia CF en Mestalla y alcanzando la posición 14.ª El Levante U. D. hizo su mejor temporada de toda su historia, batiendo dos récords: récord de puntos (45) y Felipe Caicedo fue su jugador con más goles en una temporada (13 goles). Fue la revelación de la liga, un equipo al que desde el principio se le adjudicó el rol de descendido, y que en la segunda vuelta se convirtió en el tercer mejor equipo de Primera División de España; además recibió el premio a «Mejor afición española 2010-2011».
El Levante-Zaragoza correspondiente última jornada de la temporada 2010-2011 ha sido investigado por Anticorrupción por amaño. El encuentro se saldó con victoria de los maños (1-2), condenando al Deportivo de La Coruña al descenso. Supuestamente los jugadores del Levante recibieron 965 000 euros por dejarse ganar. El 3 de octubre de 2014 la Fiscalía Anticorrupción se querelló contra el Real Zaragoza y 41 implicados más, entre ellos el entonces presidente Agapito Iglesias y entrenador Javier Aguirre del club aragonés y futbolistas de ambos equipos (algunos en calidad de imputados) que intervinieron en el partido.

### El Eurolevante (2011-2013)

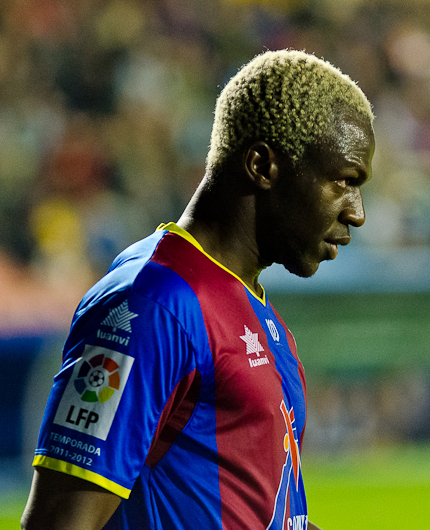
Arouna Koné máximo goleador del Levante U. D. en la temporada 2011-12.

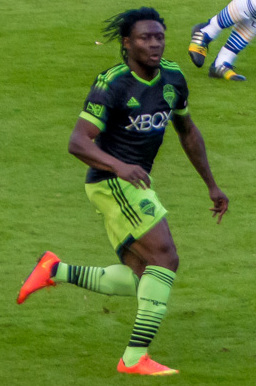
Obafemi Martins, jugador del Levante durante la temporada 2012-13.

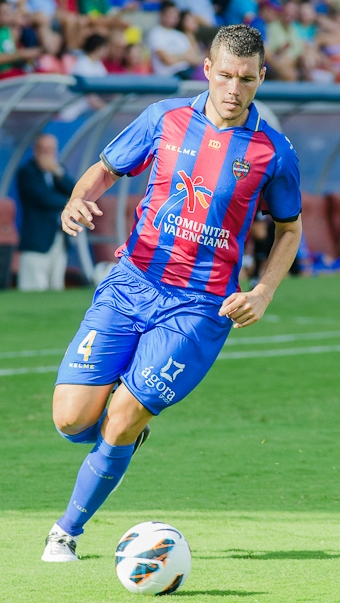
David Navarro, en la imagen con la primera equipación del Levante, fue jugador del club entre 2012-2016.

Para la temporada 2011-12, Juan Ignacio Martínez se convierte en el nuevo entrenador tras la marcha de Luis García Plaza al Getafe CF. El Levante U. D. empieza la temporada empatando contra Getafe CF y Racing de Santander; a partir de ahí comenzaría lo que se conocería como la mejor temporada de la historia. De la mano de Juan Ignacio Martínez, el Levante U. D. gana contra todo pronóstico al Real Madrid por 1-0 y encadena siete victorias seguidas, algo que jamás había conseguido el club. En la jornada 9, el Levante U. D. gana al Villarreal CF por 0-3 (goles: 2 de Juanlu y 1 de Kone), consiguiendo así, por primera vez en 102 años de historia, convertirse en líder de la Primera División de España en solitario con 20 puntos, liderato que mantuvo dos jornadas gracias al gol de Rubén Suárez contra la Real Sociedad. 
A partir de ahí, el equipo empezó a bajar el nivel debido a la competición de Copa del Rey y a las lesiones importantes, como las de Juanlu, Valdo y Barkero, entre otros. Aun así el Levante U. D. se mantiene en puestos de Champions League y Europa League durante toda la temporada. Tres partidos destacan hasta la última jornada: jornada 27, el Levante U. D. pierde el puesto 4.º a favor del Málaga CF tras un partido que acabó 1-0 para los malagueños; jornada 31, el Levante U. D. vuelve a empatar contra el Valencia CF en Mestalla: fiesta granota; jornada 36, si se ganaba este partido se daba un gran paso para soñar con jugar en Europa, y se ganó, Levante U. D.–Granada CF, 3-1. En la última jornada el Levante U. D., en el llamado «el partido más importante de la historia del club», conseguía imponerse 3-0 al Athletic Club con goles de Ghezzal por partida doble y de Farinós, con la derrota del Mallorca en el Santiago Bernabéu, se lograba la clasificación para un torneo europeo, quedando 6.º en la Primera División de España. El Levante U. D. se metía en Europa por primera vez, sería el vigésimo noveno club español en disputar esta competición.
Al acabar la liga, se estableció como la mejor temporada de la historia. En dos años se habían superado los récords del club por partida doble: récord de puntos (55); Arouna Kone, jugador con más goles en la Primera División de España (17 goles —15 en liga y 2 en Copa—), y por primera vez el club disputaría tres años seguidos la Primera División de España.
La temporada 2012-13 comenzó con la clasificación del Levante a la fase de grupos de la Europa League tras vencer en la previa al conjunto escocés Motherwell. En la fase de clasificación quedó encuadrado junto con el Hannover 96, el FC Twente y el Helsingborgs IF. Los granotes solo cayeron ante el Hannover en la ida, y pasaron como segundos de grupo a dieciseisavos. En dieciseisavos se venció por goleada a un histórico como el Olympiakos FC (3-0 en el Ciudad de Valencia y 0-1 en Grecia). En octavos le esperaba el competitivo Rubin Kazan. En la ida, en Valencia, ambos clubes empataron 0-0. En la vuelta sobre la nieve de Moscú, al término de los 90 primeros minutos el marcador era de 0-0. Por tanto, se jugó prórroga, donde los rusos anotaron dos goles, que les darían el pase a la siguiente ronda. 
Sin embargo, el paso del Levante por Europa por primera vez fue digno y bonito de recordar. Mientras tanto, en Liga durante la primera vuelta, el club mantuvo su gran y vistoso juego para meterse de nuevo entre los mejores y luchando nuevamente por Europa. Sin embargo, desde la venta de su delantero estrella, Obafemi Martins, en febrero, el equipo bajó el nivel notablemente. Tocó fondo en la jornada 31, en la que encajó una sonrojante derrota 0-4 en casa ante el colista en ese momento, el RC Deportivo de La Coruña. En ese partido el jugador José Javier Barkero acusó a sus compañeros Gustavo Munúa, Juanfran, Sergio Ballesteros y Juanlu Gómez de bajo rendimiento durante ese partido. El caso llegó a la LFP y a la AFE, por lo que el partido fue investigado por presunto amaño (todavía sin una resolución definitiva). Finalmente, pese a los problemas, el Levante consiguió la salvación matemática en la jornada 35 en un empate en casa ante el Real Zaragoza, acabando en la undécima posición con 46 puntos. Al final de la temporada todos los jugadores implicados en el partido del supuesto amaño abandonaron el club (salvo Juanfran), incluido el entrenador Juan Ignacio Martínez, poniéndose fin a un ciclo histórico de dos años la entidad granota, aunque este no acabara de la mejor manera.

### Evolución hasta 2016

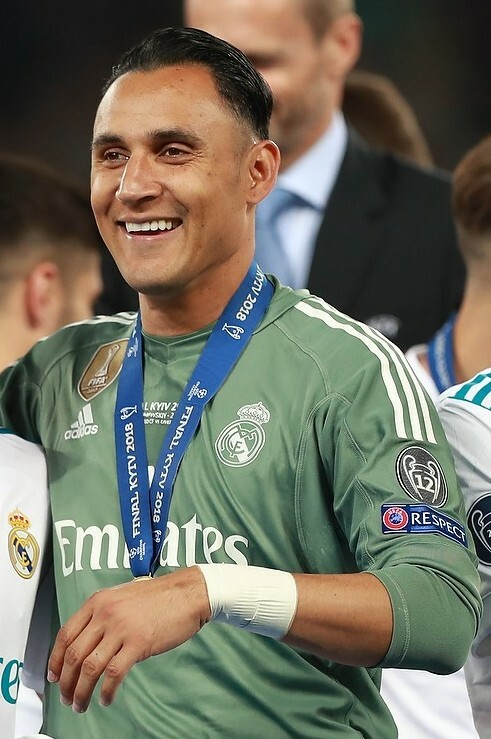
Keylor Navas, jugador del club entre 2011 y 2014.

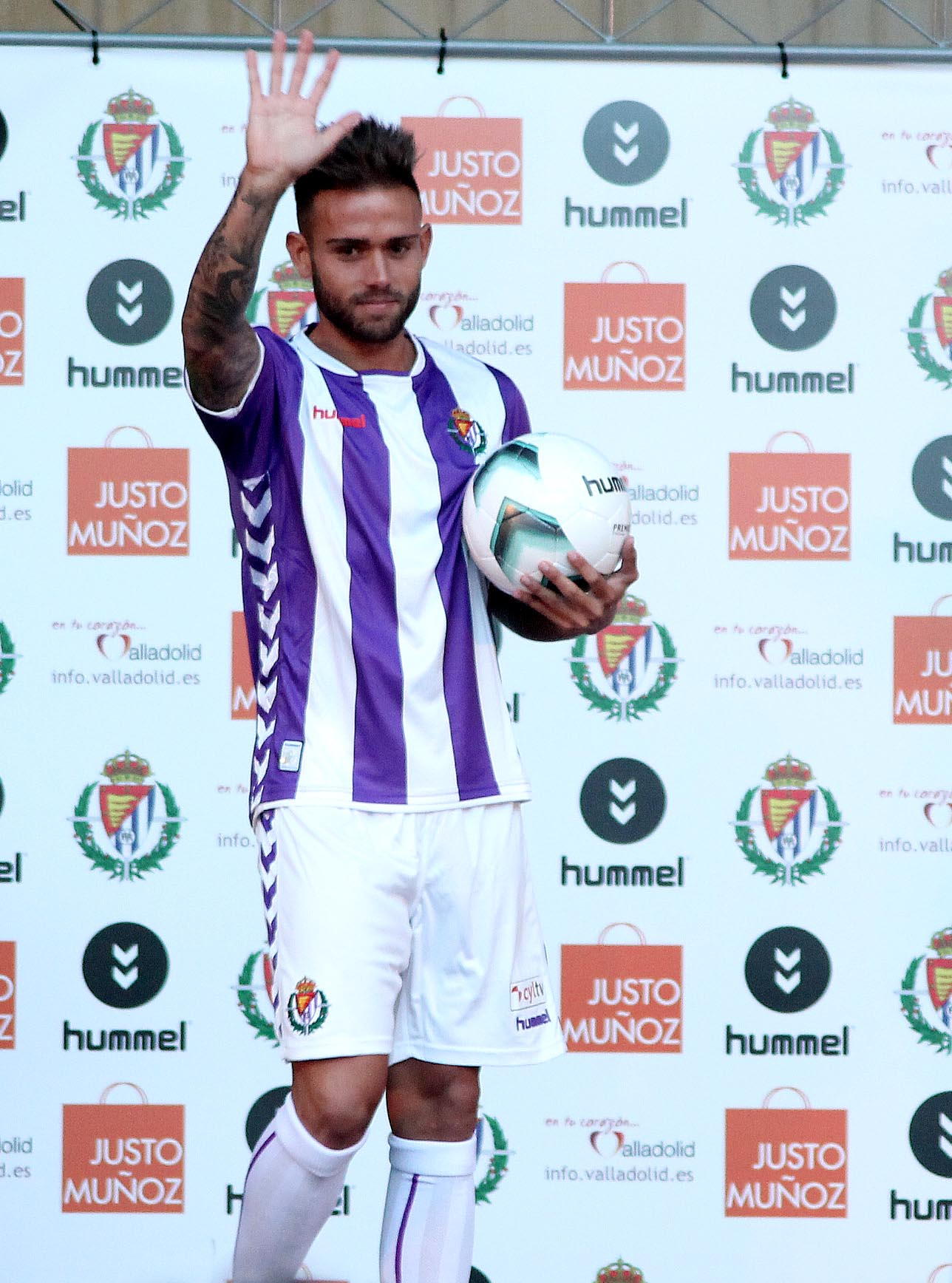
Roger Martí, jugador del Levante en varias etapas entre 2013-22.

Tras el fin del ciclo histórico del Eurolevante, de cara a la temporada 2013-14 la nueva plantilla tendría una renovación bastante importante. Se designó como entrenador a un histórico del fútbol español como Joaquín Caparrós. En portería se marchó Gustavo Munúa y se trajo al prometedor Javi Jiménez. En la defensa se rescindió el contrato del eterno capitán, Sergio Ballesteros, perdiendo también a Christian Lell, y reforzándose con Issam El Adoua y Nagore. El centro del campo fue la línea que más se renovó. Se marcharon Valdo, Dariusz Dudka, Míchel Herrero, Juanlu Gómez, Barkero e Iborra (por 6 000 000 € al Sevilla FC) y se trajo a Jordi Xumetra, Sérgio Pinto, Rémi Gomis, Pedro Ríos y al exjugador del Liverpool y Valencia -entre otros- Mohamed Sissoko. La delantera también fue reforzada. Se fueron Robert Acquafresca y Roger Martí, pero se fichó a grandes puntas como David Barral, Baba Diawara o Andreas Ivanschitz. Continuaron en el club Keylor Navas, David Navarro, Juanfran, Nabil El Zhar o Rubén García Santos, entre otros. La temporada se inició con un duro traspiés tras caer por un estrepitoso 7-0 en el Camp Nou. Tras un primer tramo de campaña que se inició de forma irregular, poco a poco el equipo fue entrando en una buena dinámica que le llevó a acabar en la parte media-alta de la tabla tras la primera vuelta, volviendo a soñar con los puestos europeos. Al final consigue la permanencia en la jornada 35 después de ganar al campeón de liga, el Atlético de Madrid, por 2-0 en el Ciudad de Valencia.
Después de una serie de negociaciones, Joaquín Caparrós no renueva con el club granota y se marcha al Granada CF. Al día siguiente el club ficha a José Luis Mendilibar como nuevo técnico para la campaña 2014-15.
El Levante comenzó la temporada con dos derrotas, ante el Villarreal CF y el Athletic Club. 
En la tercera jornada logró un empate ante el Málaga CF, mientras que en la cuarta jornada sufre una derrota por 0-5 ante el FC Barcelona.
En la quinta jornada vence al Granada CF en el Estadio Nuevo Los Cármenes por 0-1, gol de Rubén García, logrando así el primer gol y la primera victoria del Levante en la temporada.
En la sexta jornada cae por 0-2 ante el Rayo Vallecano; en la séptima jornada empata ante el Eibar (3-3), y en la octava jornada pierde (0-5) ante el Real Madrid CF, derrota que le costaría el puesto a José Luis Mendilibar.
Tras el despido de Mendilibar, el Levante se hace con los servicios del granadino Lucas Alcaraz, el cual se estrena en la novena jornada con una derrota por 3-0 ante el Celta.
En la décima jornada, el Levante vuelve a ganar, en este caso a la U. D. Almería, por 2-1, en la undécima jornada empata a uno frente al Sevilla FC, y en la jornada doce, vence en el derbi valenciano al Valencia CF por 2-1.
En la jornada 13 vence al Real Club Deportivo Español por 2-1.
El Levante, a partir de esa victoria, encadena tres empates consecutivos, y en la jornada 17 pierde por 3-1 ante el Atlético de Madrid con un doblete de Antoine Griezmann y un gol de Diego Godín.

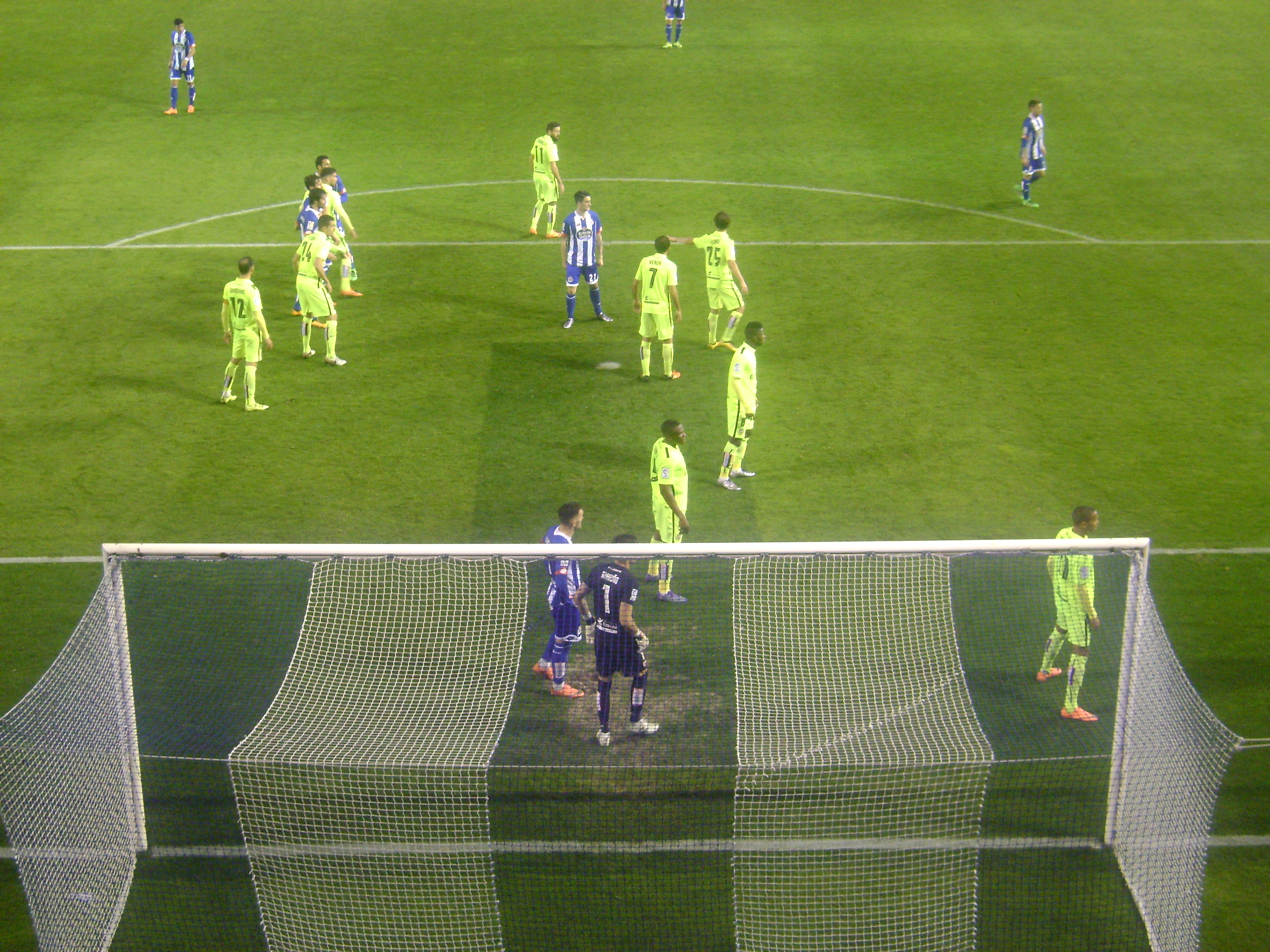
Partido disputado entre el Deportivo de La Coruña y el Levante U. D.

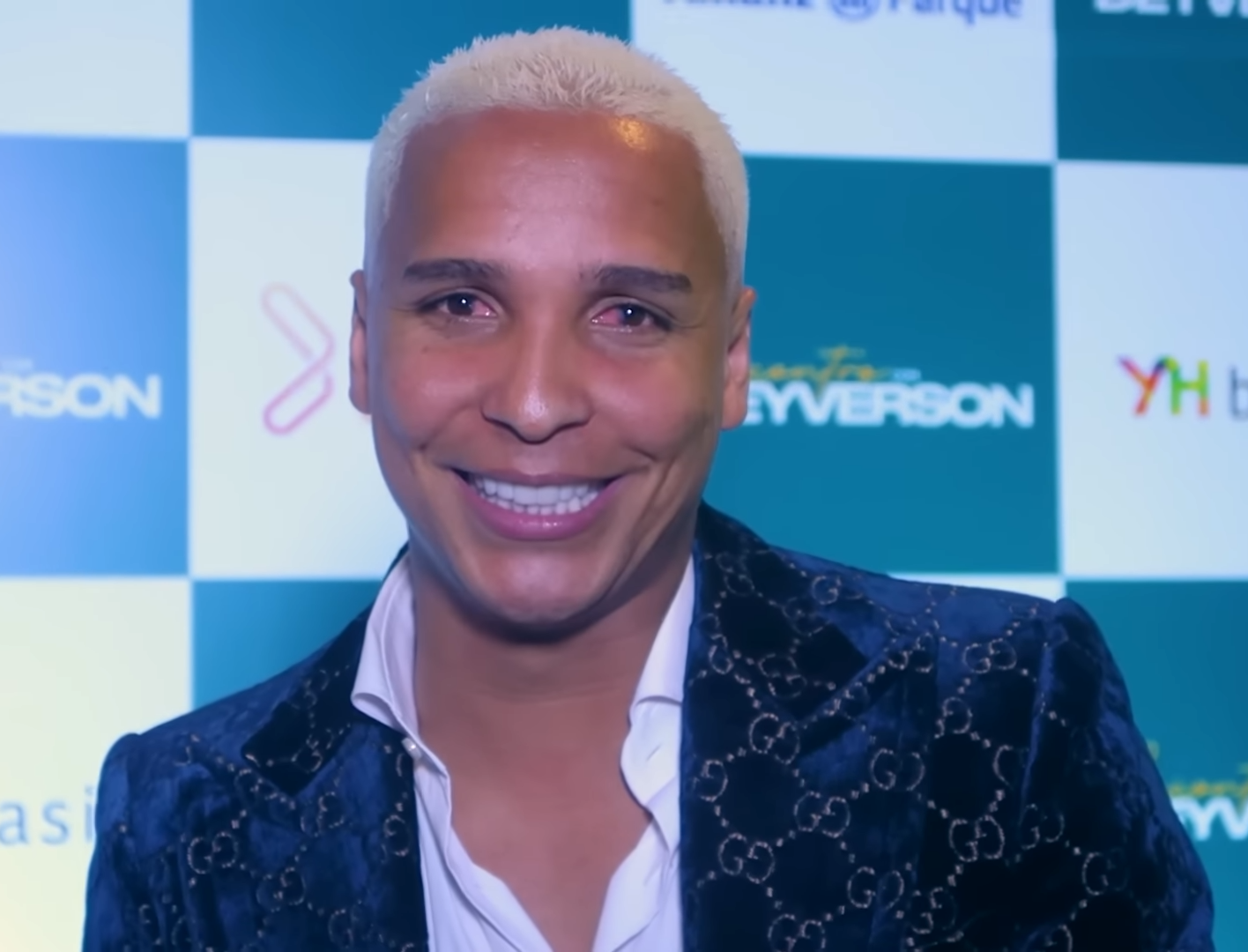
Deyverson, jugador levantinista en la temporada 2015-16.

En la jornada 18, el Levante empata a cero con el Deportivo de La Coruña. El Levante acabó la primera vuelta con una derrota ante el Elche CF por 1-0. La segunda vuelta comenzó para el Levante con dos derrotas. En la jornada posterior el Levante vencería al Málaga CF por 4-1 en un partido destacado de David Barral donde anotó un hat-trick. En la jornada siguiente perdió frente al FC Barcelona por 0-5, para después ganar al Granada CF remontando al final del encuentro. En la siguiente jornada sucumbió ante el Rayo Vallecano (4-2), con 4 goles de Alberto Bueno. La siguiente jornada derrotó a la SD Eibar y a después cayó frente al Real Madrid CF. En las siguientes jornadas cayó frente al Celta de Vigo por 0-1 y venció a la U. D. Almería por 1-4 con 3 goles de David Barral.
Tras esta victoria, llegaron dos derrotas ante el Sevilla FC y el Valencia CF, un empate ante el Real Club Deportivo Español y dos victorias frente al Getafe CF y el Córdoba CF. En la siguiente jornada cayó derrotado ante la Real Sociedad por 3-0. Mientras que en la jornada siguiente sacó un buen empate ante el Atlético de Madrid. El Levante llegó así a las últimas dos jornadas con 36 puntos y con la permanencia casi sellada. En la jornada 37 y, a pesar de su derrota frente al Deportivo de La Coruña por 2-0, el equipo logró la permanencia en la Primera División.

#### Quinto ascenso a Primera División (2017-2022)

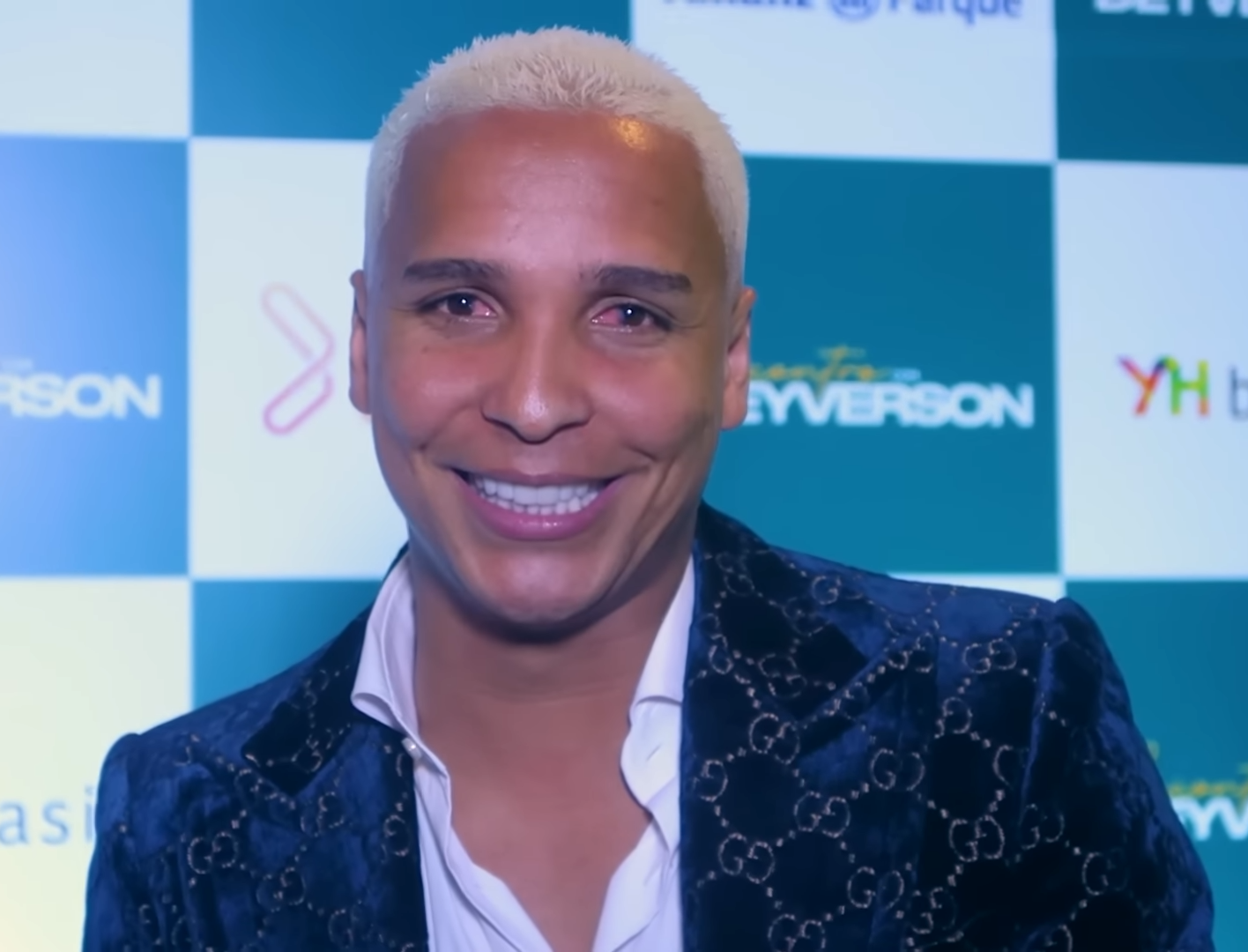
Deyverson, jugador levantinista en la temporada 2015-16.

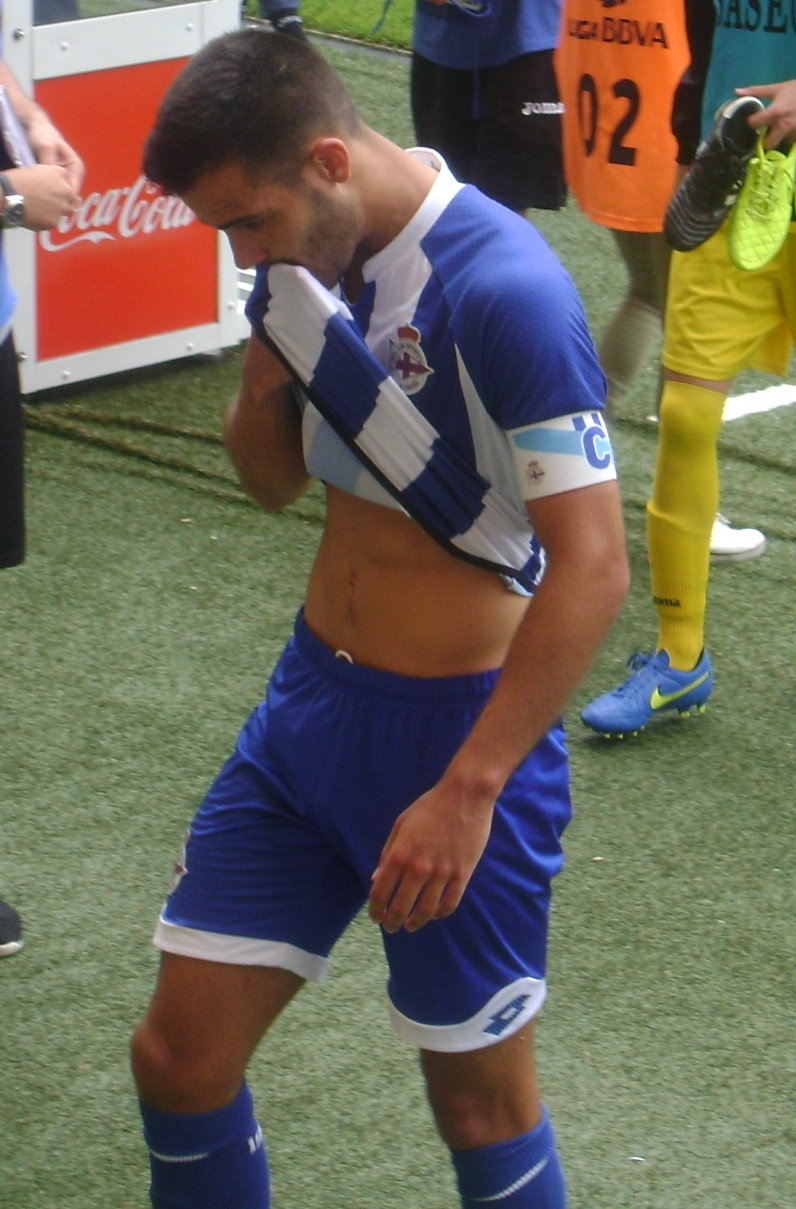
Róber Pier, jugador del Levante desde 2016 hasta 2023.

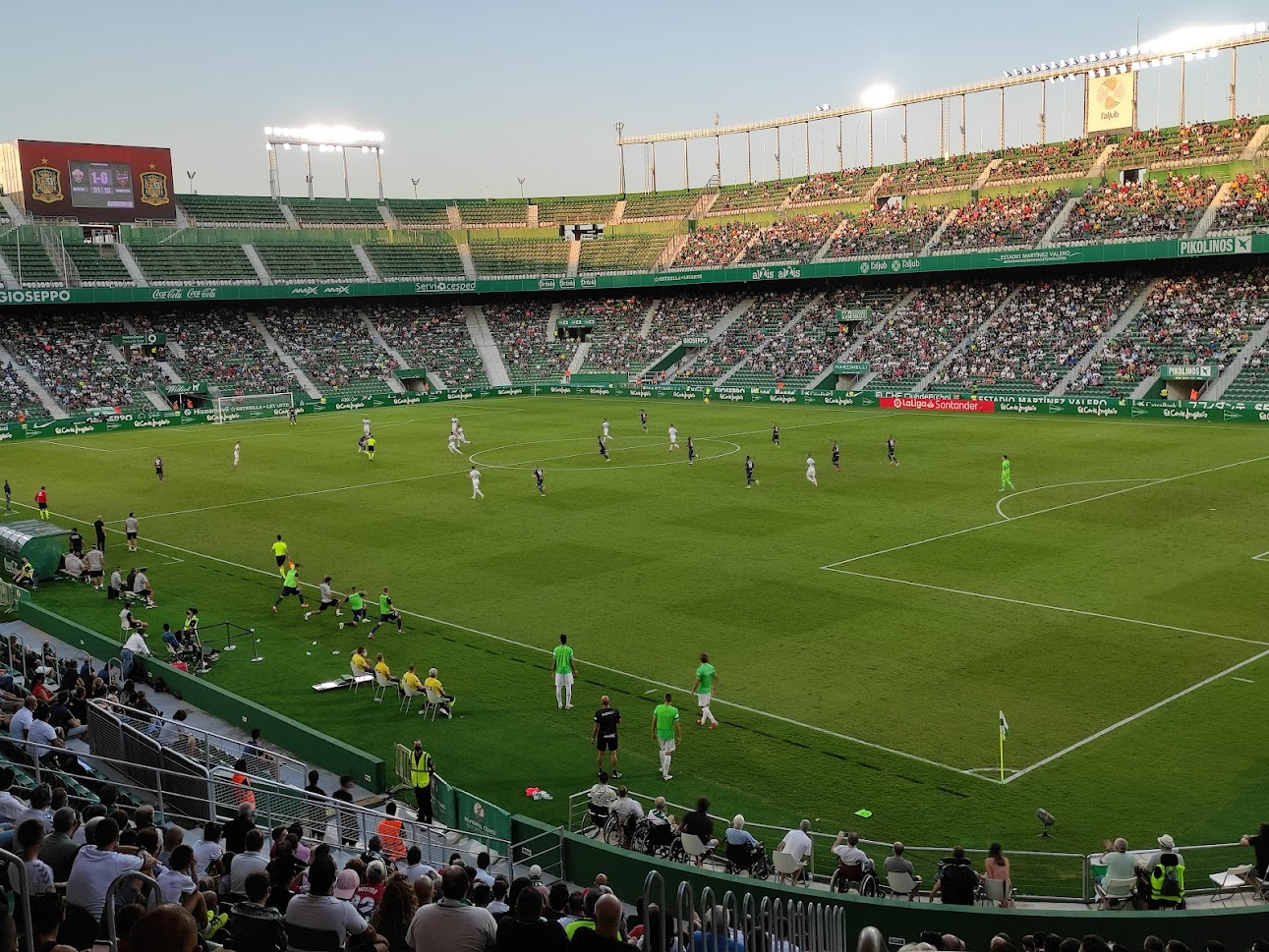
Partido disputado entre el Elche CF y el Levante.

La mala temporada del 2015-16 regresa a la Segunda División de España. Pero en la temporada 2016-17 consigue de nuevo el ascenso, 362 días después de haber perdido la categoría y manteniéndose en la primera plaza durante casi toda la competición, seis jornadas antes del final al ganar al Real Oviedo en el estadio levantino.
En la temporada 2017-18 consigue la salvación 4 jornadas antes del final de la Liga, y en la jornada 37 impide al FC Barcelona, ya campeón, terminar el campeonato de forma invicta derrotándolo 5-4 en el Ciutat de Valencia, cortando así 43 partidos sin derrotas de los culés (récord de Liga en España).
En verano de 2018, el equipo realizó la venta más cara de su historia, al vender por un precio cercano a los 30 millones al internacional colombiano Jefferson Lerma. Su venta reforzó las arcas del club, y con ese dinero pudieron fichar a Moses Simon por cinco millones, a Raphael Dwamena por poco más de seis millones, siendo este el traspaso más caro de la historia del Levante hasta ese momento. Sin embargo, pocos días después, ficharon al futbolista internacional montenegrino Nikola Vukčević por un precio cercano a los nueve millones, estableciéndose así, como el fichaje más caro de la historia del Levante.

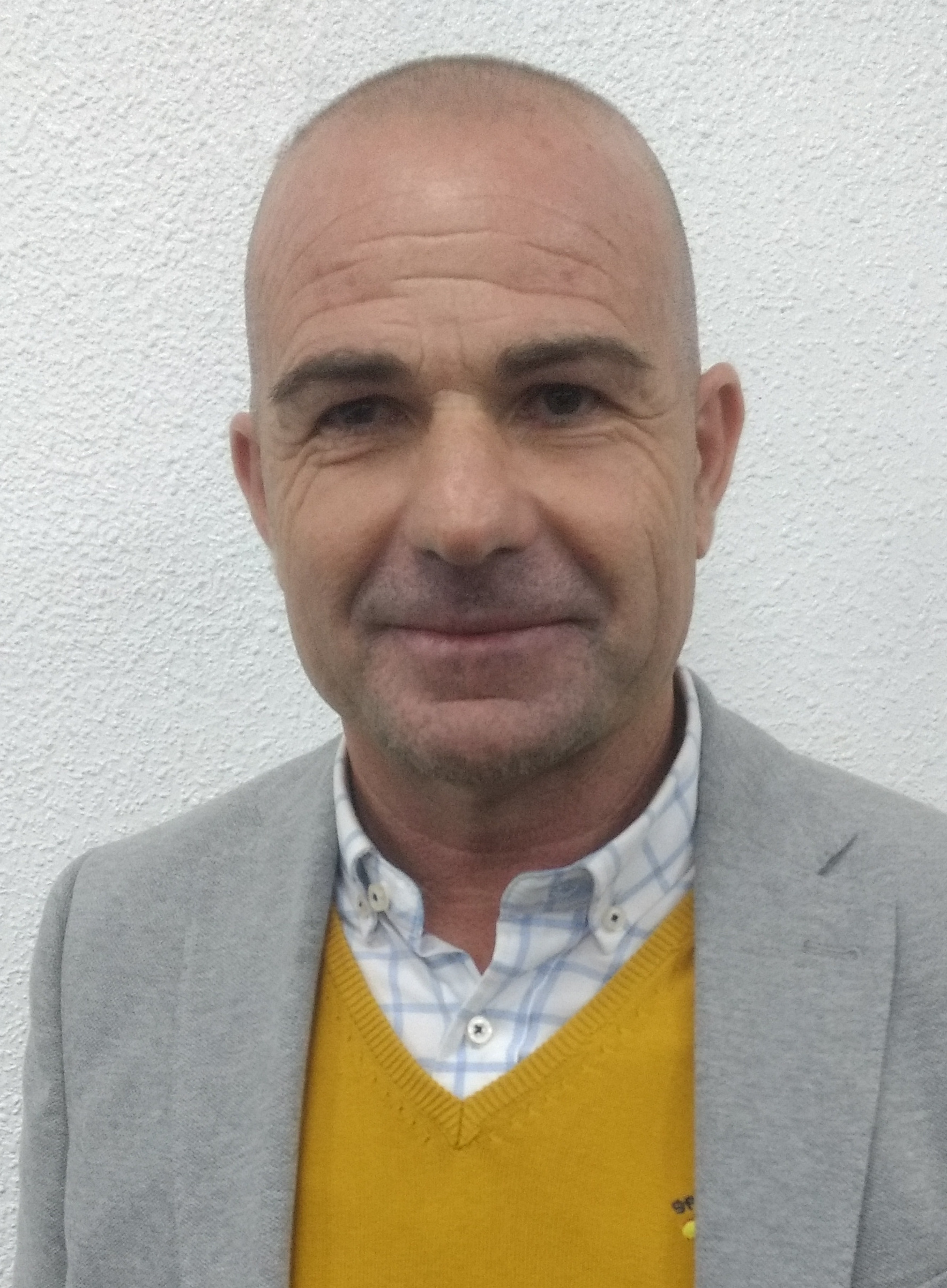
Paco López, entrenador del Levante entre 2018 y 2021.

La primera jornada de campeonato el Levante visitó el Benito Villamarín consiguiendo la victoria por cero goles a tres merced al tanto inicial de Roger Martí y al doblete de José Luis Morales Nogales. La victoria, unida al empate entre Girona Fútbol Club y Real Valladolid permitió a la entidad valenciana copar la primera posición de la tabla clasificatoria.
[[Archivo:|thumb|Paco López, entrenador del club entre 2018 y 2021.]]
Tras descender nuevamente a Segunda División al final de la temporada 2021-22, el mal arranque del equipo en el comienzo de la temporada 2022-23 ocasionó el despido del entrenador Mehdi Nafti al término de la jornada 9. Nafti fue sustituido interinamente por el director deportivo del club, Felipe Miñambres.

#### Historia reciente (2023-)
En la temporada 2022-23 de la Segunda División de España (LaLiga Hypermotion), tras una temporada complicada, alcanzaron la final de los Play-off contra el Deportivo Alavés, siendo la ida en Mendizorroza el 11 de junio de 2023, con un resultado final de 0-0, por lo que en la vuelta, se decidiría el ascenso en el Estadio Ciutat de Valencia el 17 de junio de 2023. A los de Javier Calleja Revilla les valía el empate para ascender, ya que el Levante acabó en mejor posición en liga, lo cual se vio reflejado en su estilo de juego: Muy pasivo y cerrado atrás. El hecho de que el empate a 0 les sirviera para ascender a primera división no quitaba el tener que aguantar también una prórroga, en la cual en el último minuto del descuento, en el 123, una mano de Róber Pier hizo revisar el VAR a Francisco José Hernández Maeso, el cual tras 4 minutos dictaminó el penalti. Asier Villalibre fue el encargado de lanzarlo y la pena máxima acabó en gol, por lo que el club se quedó en Segunda un año más.
En la temporada 2024-25, el Levante Unión Deportiva logró su regreso a Primera División tras una emocionante victoria por 2-3 frente al Burgos CF en la penúltima jornada del campeonato. El equipo valenciano, dirigido por Julián Calero, protagonizó una remontada culminada con un gol decisivo de Carlos Álvarez en el minuto 97, asegurando matemáticamente el ascenso a LaLiga EA Sports. Este tanto histórico se convirtió en uno de los momentos más memorables en la historia del club granota.

## La fundación del club
Algunas esferas intentan promover un debate sobre la fecha de fundación del club. Tanto el FC Levante como el Gimnástico CF se fundaron en 1909 al mismo tiempo que la Federación Valenciana de Fútbol. Sin embargo, ambos equipos se fusionaron en 1939, por lo que algunas fuentes indican que la verdadera fecha de fundación es esta última.
El 24 de julio de 2009, el Burjassot CF interpuso una denuncia contra el Levante U. D. y sus actos del centenario por entender ser el club más antiguo de la Comunidad Valenciana, ya que alega haber existido sin interrupción desde 1913 en contraposición al Levante U. D., que alegan haber sido creado en 1939 tras la fusión del FC Levante y del Gimnástico CF. Otras fuentes aseguran que el FC Levante fue dado de alta en 1909 al mismo tiempo que se creó la Federación Valenciana de Fútbol y que la fusión de 1939 no debe considerarse una fundación, sino una reconversión. Por otro lado, se pueden encontrar informaciones de partidos del FC Levante y del Gimnástico CF de 1907 en la prensa valenciana
Por otro lado, existe un documento de la Federación Valenciana de Fútbol datado en 13 de febrero de 1980 que certifica que el FC Levante «fue [sic] dado de alta en septiembre de mil novecientos nueve» y que, «posteriormente y con ocasión de la fusión entre el Gimnástico CF y el FC Levante, en el mes de agosto de mil novecientos treinta y nueve, se denominó Levante Unión Deportiva, rigiéndose por los Estatutos de la Real Federación Española de Fútbol».
Por otro lado, el propio Burjassot CF proviene de una fusión de dos clubes, Los Ingenuos y el Club Serrano, en 1914, pero conserva su fecha de fundación en 1913. Y lo mismo ocurre con el Betis o el Atlético de Madrid. Este tipo de fusión sería por absorción y no por refundación[cita requerida].
| Temporada | División       | Posición | PJ | PG | PE | PP | GF | GC | Dif. | Puntos | Copa                   | Notas                                                            |
| --------- | -------------- | -------- | -- | -- | -- | -- | -- | -- | ---- | ------ | ---------------------- | ---------------------------------------------------------------- |
| 1995-96   | 2.ª División B | 1.º      | 38 | 24 | 10 | 4  | 68 | 25 | +43  | 82     | -                      | Asciende                                                         |
| 1996-97   | 2.ª División   | 9.º      | 38 | 13 | 11 | 14 | 53 | 46 | +7   | 50     | Segunda Ronda          | -                                                                |
| 1997–98   | 2.ª División   | 22.º     | 42 | 8  | 11 | 23 | 37 | 59 | -22  | 35     | Ronda previa           | Desciende                                                        |
| 1998-99   | 2.ª División B | 1.º      | 38 | 22 | 10 | 6  | 54 | 22 | +32  | 76     | Octavos de final       | Asciende                                                         |
| 1999-00   | 2.ª División   | 7.º      | 42 | 16 | 13 | 13 | 55 | 52 | +3   | 61     | Ronda previa           | -                                                                |
| 2000-01   | 2.ª División   | 8.º      | 42 | 13 | 21 | 8  | 58 | 50 | +8   | 60     | Segunda ronda          | -                                                                |
| 2001-02   | 2.ª División   | 19.º     | 42 | 12 | 14 | 16 | 41 | 54 | -13  | 50     | Segunda ronda          | -                                                                |
| 2002–03   | 2.ª División   | 4.º      | 42 | 16 | 17 | 9  | 59 | 44 | +15  | 65     | Primera ronda          | -                                                                |
| 2003–04   | 2.ª División   | 1.º      | 42 | 22 | 13 | 7  | 59 | 33 | +26  | 79     | Octavos de final       | Asciende                                                         |
| 2004-05   | 1.ª División   | 18.º     | 38 | 9  | 10 | 19 | 39 | 58 | -19  | 37     | Segunda ronda          | Desciende                                                        |
| 2005-06   | 2.ª División   | 3.º      | 42 | 20 | 14 | 8  | 53 | 39 | +14  | 74     | Primera ronda          | Asciende                                                         |
| 2006-07   | 1.ª División   | 15.º     | 38 | 10 | 12 | 16 | 37 | 53 | -16  | 42     | Octavos de final       | -                                                                |
| 2007–08   | 1.ª División   | 20.º     | 38 | 7  | 5  | 26 | 33 | 75 | -42  | 26     | Octavos de final       | Desciende                                                        |
| 2008–09   | 2.ª División   | 8.º      | 42 | 18 | 10 | 14 | 59 | 59 | 0    | 64     | Segunda ronda          | -                                                                |
| 2009-10   | 2.ª División   | 3.º      | 42 | 19 | 14 | 9  | 63 | 45 | +18  | 71     | Segunda ronda          | Asciende                                                         |
| 2010-11   | 1.ª División   | 14.º     | 38 | 12 | 9  | 17 | 41 | 52 | -11  | 45     | Octavos de final       | -                                                                |
| 2011–12   | 1.ª División   | 6.º      | 38 | 16 | 7  | 15 | 54 | 50 | +4   | 55     | Cuartos de final       | Clasificado para la UEFA Europa League                           |
| 2012–13   | 1.ª División   | 11.º     | 38 | 12 | 10 | 16 | 40 | 57 | -17  | 46     | Octavos de final       | Octavos de final de UEFA Europa League                           |
| 2013-14   | 1.ª División   | 10.º     | 38 | 12 | 12 | 14 | 35 | 43 | -8   | 48     | Cuartos de final       | -                                                                |
| 2014-15   | 1.ª División   | 14.º     | 38 | 9  | 10 | 19 | 34 | 67 | -33  | 37     | Octavos de final       | -                                                                |
| 2015-16   | 1.ª División   | 20.º     | 38 | 8  | 8  | 22 | 37 | 70 | -33  | 32     | Dieciseisavos de final | Desciende                                                        |
| 2016–17   | 2.ª División   | 1.º      | 42 | 25 | 9  | 8  | 57 | 32 | +25  | 84     | Segunda ronda          | Asciende                                                         |
| 2017-18   | 1.ª División   | 15.º     | 38 | 11 | 13 | 14 | 44 | 58 | -14  | 46     | Octavos de final       | -                                                                |
| 2018-19   | 1.ª División   | 15.º     | 38 | 11 | 11 | 16 | 59 | 66 | -7   | 44     | Octavos de final       | -                                                                |
| 2019-20   | 1.ª División   | 12.º     | 38 | 14 | 7  | 17 | 47 | 53 | -6   | 49     | Dieciseisavos de final | -                                                                |
| 2020-21   | 1.ª División   | 14.º     | 38 | 9  | 14 | 15 | 46 | 57 | -11  | 41     | Semifinales            | -                                                                |
| 2021-22   | 1.ª División   | 19.º     | 38 | 8  | 11 | 19 | 51 | 76 | -25  | 35     | Dieciseisavos de final | Desciende                                                        |
| 2022-23   | 2.ª División   | 3.º      | 42 | 18 | 18 | 6  | 46 | 30 | +16  | 72     | Octavos de final       | Juega la promoción de ascenso y pierde la final frente al Alavés |
| 2023-24   | 2ª División    | 8.º      | 38 | 13 | 20 | 9  | 49 | 45 | +4   | 59     | Segunda ronda          | -                                                                |
| 2024-25   | 2.ª División   | 1º       | 42 | 22 | 13 | 7  | 69 | 42 | +27  | 79     | Primera ronda          | Asciende                                                         |

## Participación en competiciones de la UEFA

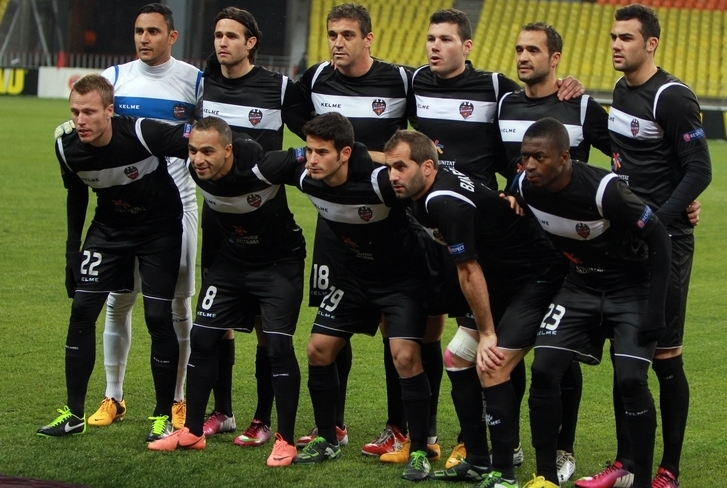
Alineación del Levante U. D. en el partido contra el FC Rubin Kazan disputado en Moscú.

| Temporada | Torneo             | Ronda      | Club        | Ida | Vuelta | Global    |
| --------- | ------------------ | ---------- | ----------- | --- | ------ | --------- |
| 2012-13   | UEFA Europa League | Play-off   | Motherwell  | 0-2 | 1-0    | 0-3       |
| 2012-13   | UEFA Europa League | Grupo L    | Helsingborg | 1-0 | 1-3    | 2.º Lugar |
| 2012-13   | UEFA Europa League | Grupo L    | Hannover 96 | 2-1 | 2-2    | 2.º Lugar |
| 2012-13   | UEFA Europa League | Grupo L    | Twente      | 3-0 | 0-0    | 2.º Lugar |
| 2012-13   | UEFA Europa League | 1/16 final | Olympiacos  | 3-0 | 0-1    | 4-0       |
| 2012-13   | UEFA Europa League | 1/8 final  | Rubin Kazan | 0-0 | 2-0    | 2-0       |

## Rivalidades
El Levante U. D. mantiene una gran rivalidad con su vecino el Valencia CF, con el que comparte ciudad (de hecho, sus estadios están separados por apenas dos kilómetros). Esta rivalidad histórica durante principios del siglo XX fue mermada con posterioridad debido a que con la creación de la liga española de fútbol ambos clubes disputarían pocos derbis en la ciudad, al coincidir deportivamente pocas veces en la misma categoría, aunque se ha afianzado entrado el siglo XXI debido precisamente al disputar derbis en numerosas ocasiones al coincidir en una misma categoría deportiva. Entre todos sus enfrentamientos destaca el que les reunió en la final de la Copa del Rey de 1937 en la que venció el Levante F.C por 1 a 0. El Levante U. D. apoda despectivamente a los valencianistas como «chotos» («xotos» en valenciano) y éstos les acuñan como «sapos» a los levantinistas.
También mantiene fuerte rivalidad con los equipos de la provincia de Alicante, el Elche CF y el Hércules CF. Recientemente ha desarrollado una gran rivalidad con el Sevilla en el denominado «derbi de La Cartuja», con el Atlético de Madrid en el «derbi del Turia Manzanares», y con el Villarreal en el «derbi de la AP-7». También mantiene una fuerte rivalidad con el Albacete, donde los aficionados de ambos clubes mantienen muchas diferencias.
La afición del Levante está hermanada con las aficiones del CF Motril, el CD Atlético Salobreña y el Al-Ahli Saudi FC, así como con la afición del club neerlandés FC Twente, debido a la buena relación de las peñas a raíz de la competición de la UEFA Europa League 2012-13 y los enfrentamientos que tuvieron estos dos equipos. En febrero de 2014 la afición del Twente expuso una pancarta en honor a un aficionado del Levante fallecido recientemente. También, los del club neerlandés con los granotas, hicieron una recaudación de fondos para los afectados por la DANA.

## Delegación de Peñas
La Delegación de Peñas es la asociación formada por la agrupación de las peñas que organizan a los aficionados y seguidores del Levante Unión Deportiva. Esta entidad actúa desde la década de los años 1950 como un puente entre las peñas y el citado club, participando en su vida pública y facilitando la comunicación y colaboración en diversas actividades y eventos. Es una de las agrupaciones de peñas deportivas más antiguas de España.

### Las primeras peñas
En la década de los años 1920 se tiene constancia de la existencia de las primeras agrupaciones de aficionados del Levante Fútbol Club (como la peña Desahogo, la peña Esquerra, la peña Artigas o las peñas Calpe o Puig) y del Gimnástico Fútbol Club (como la peña Azulgrana). Algunas de ellas contaban con sus propios equipos de fútbol de aficionados y superaban el centenar de miembros. Estas peñas se organizaban también con el objeto de apoyar económicamente al club. Tras la fusión de ambos clubes, la primera peña de la que se conoce referencia es la peña Porra Levante, que dio paso a una de las peñas más importantes de la historia del club, la peña Royalty, de la que era miembro el que fue presidente del club, Antonio Román. Otras peñas de esta etapa fueron Las Delicias o La Unión.

### La Junta Central de Peñas
No fue hasta 1953 que hubo constancia escrita de una iniciativa de agrupar la actividad de las peñas del Levante U.D. bajo una misma entidad. En aquel año, Antonio Villora Monfort, vecino de El Cabañal, se dirigió al gobernador civil solicitando formalmente la autorización de estatutos y legalizar lo que denominó Junta Central de Peñas Levantinas, con sede en el Sindicato del Transporte-Hogar del Portuario, avenida del Puerto, número 340. Los estatutos de aquella entidad fijaban el siguiente objeto social:

Para poder aportar fondos para el Levante U.D. y sostenimiento de esta Junta Central de Peñas Levantinas, se organizará por la Junta de Gobierno de esta Central festivales,rifas, loterías, etc. etc. cuyos beneficios estarán a la disposición del Levante U.D. cuando lo solicite, y de este modo, cooperar en la recuperación económica de este club.

El objeto social de los estatutos denotan el momento en que se encontraba el Levante U.D.: al borde de la desaparición debido a su delicada situación económica. En aquel momento, el movimiento peñista contaba con 28 peñas. A pesar de la iniciativa, la inscripción de la entidad no fue realizada, presumiblemente, a juicio de algunos autores, dado que sus peñas integrantes no habían sido registradas previamente en el ministerio de la gobernación.
A pesar de la denegación de la inscripción, el movimiento peñista levantinista continuó activodurante toda la década de los años 1950 en situación irregular, sin encontrarse inscrita y sin solicitar permisos para las reuniones y actuaciones propias de su actividad, como son las colectas de fondos, los viajes organizados o los homenajes a directivos y jugadores. En esta época fue sustituido Antonio Villora por Francisco Carbonell como presidente de las peñas.

### La Delegación de Peñas Levantinas
A principios de los años 1960, siendo Vicente Soler Cuñat presidente de la entidad, se recibe por parte de la Dirección General de Seguridad un requerimiento advirtiendo en octubre de 1961 que el movimiento peñista carecía del permiso de reunión e instándole a regularizar su situación. Fue en noviembre de ese mismo año, tras haberse registrado formalmente algunas peñas con aprobación del ministerio de gobernación, cuando se solicitó de nuevo la autorización de los estatutos de la entidad llamada Delegación de Peñas Levantinas, resolviendo favorablemente el gobierno en mayo de 1962. En este caso, en el objeto social constaba lo siguiente:

Su objeto se circunscribirá a ser el auxilio directo y ayuda eficaz del Levante U.D. en estrecha colaboración con los órganos rectores del club.

### Cantera de directivos
Durante las primeras décadas tras la fusión, los directivos del Levante U.D. provenían en muchas ocasiones del peñismo, como es el caso de Antonio Román y toda su junta directiva. Fue este movimiento organizado y comprometido el que promovió el discurso ambicioso que llevó al ascenso a primera división del Levante U.D. en 1963. Durante los dos mandatos de Antonio Román, éste se esforzó por incrementar el peso de las peñas en el club; no sólo porque ellas lo escogieron como presidente, sino porque las entendió como base fundamental de la continuidad y crecimiento del club. Fue ésta la época de máximo auge del movimiento peñista, celebrando centenares de actos, obteniendo mucho protagonismo, constituyéndose nuevas peñas y estando presentes en la vida pública del club.

## Himno
Por los años cincuenta ya era tan grande la popularidad del Levante U. D. con una gran cantidad de aficionados, que un grupo de ellos se reunió para crear un himno oficial.
José Sanchis y Antonio Ramón Sancho fueron los promotores de tan grato proyecto, el poeta Joaquín Sendra el autor de la letra y los maestros J. M. Olcina y Pascual García fueron los encargados de componer la música.
El himno se estrenó en el Distrito Marítimo en 1954 con un clamoroso éxito y, por tanto, el himno es sin duda alguna uno de los de mayor solera del fútbol español.
Como es sabido por muchos aficionados levantinistas, el himno oficial del club posee ese sentimiento que llevó a cinco entusiastas de la música a la realización de un magnífico proyecto cuando el Levante U. D. estaba jugando en Tercera División. Si bien es cierto que en la temporada 1953-54 se ascendió, en la siguiente volvió a descender; es por eso que si culturalmente el levantinismo rebosaba esplendor, no se podía decir que pasara por una época estable en resultados generales.
No por menos para apreciar las circunstancias de un periodo social habría que hacer reseña, en la que al abrir los diarios españoles del momento, se podía leer junto con las crónicas deportivas del Levante hechos destacables como: por lo que cuando corría el año 1953 en Valencia, en una ciudad en expansión, José Sanchis y Antonio Ramón Sancho impulsaron inicialmente la promoción de crear el himno levantinista, contando con el poeta Joaquín Sendra como autor de la letra, y los maestros Pascual García y J. M. Olcina encargados de la música. Pascual García era un cabañalero que dirigió la Unión Musical de Pescadores, la cual absorbió al Progreso Pescador, instalando el Casinet como sede social. En aquellos años Olcina era director de la banda del Ateneo Musical; estos hombres, durante seis o siete meses, todos los lunes se juntaban en casa de J. M. Olcina creando tan sentida armonía para el levantinismo.
El himno se estrenó oficialmente en lo más céntrico de la propia afición, en los poblados marítimos de 1954, siendo todo un éxito clamoroso popular, y convirtiéndose en una referencia sonora de afecto y sentimiento de la propia afición, por lo que hoy podemos sentirnos orgullosos por ser en uno de los himnos más antiguos del fútbol español en su casta, maestría y solera.
Deportivamente, en esa temporada se enfrentó al Alicante en el campo de la Florida, desplazando todo un ejército granota de 60 autobuses para apoyar al equipo en su ascenso. Aunque no solo fue el único desplazamiento masivo, ya que también los hubo para Alberique o Alcira. Se terminó la temporada con un empate 3-3 ante el Villena, consiguiendo un valioso positivo.

## Denominaciones
Actualmente, el club levantinista es denominado como «Levante Unión Deportiva, Sociedad Anónima Deportiva», pero ha tenido ligeras variaciones a lo largo de su historia. A continuación se listan las distintas denominaciones de las que ha dispuesto el club:
- Levante Foot-ball Club: (1909-1939) Nombre original.
- Unión Deportiva Levante-Gimnástico: (1939-41) Tras la fusión con el Gimnástico Foot-ball Club.
- Levante Unión Deportiva: (1941-95) Retorno de la denominación original y adopción de la equipación azulgrana del Gimnástico FC.
- Levante Unión Deportiva, SAD: (1995-actualidad) Conversión de la entidad en una Sociedad Anónima Deportiva (SAD).

## Uniforme
- Uniforme titular: Camiseta azul con franjas rojas, pantalón azul y medias azules y rojas.
- Uniforme alternativo: Camiseta blanca con una franja vertical azul, pantalón azul y medias blancas y azules.
- Tercer uniforme: Camiseta gris, pantalón gris y medias grises.

### Evolución del uniforme
| 1909-1927 | 1927-1936 | 1936-1939 | 1939-1941 | 1941-2007 | 2007-2009 | 2009-2010 | 2010-2011 | 2011-2012 |  |

| 2012-2013 | 2013-2014 | 2014-2015 | 2015-2016 | 2016-2017 | 2017-2018 | 2019-2020 | 2020-2021 | 2021-2022 |  |

| 2022-2023 |

Nota: El uniforme azulgrana adoptado en 1941 era el originario del club cofundador Gimnástico FC ya desde sus orígenes en 1909.
La evolución del uniforme la ha editado Ismael Hidalgo Sena.

### Proveedores y patrocinadores
| Periodo     | Marca                              | Publicidad                               |
| ----------- | ---------------------------------- | ---------------------------------------- |
| 1980-1983   |                                    |                                          |
| 1983-1985   | Ferrys                             |                                          |
| 1985-1986   | Caja Ahorros Valencia              |                                          |
| 1986-1987   | Caja Ahorros Valencia              | Ressy / YAMA                             |
| 1987-1988   | TRACK Santillana                   |                                          |
| 1988-1989   | FLOWER                             | Caja Rural de Valencia                   |
| 1989-1990   | FLOWER                             | Cárnicas Roig / Caja Rural de Valencia   |
| 1990-1991   | FLOWER / Rasán                     | Caja Rural de Valencia / Puerto Valencia |
| 1991-1992   |                                    | Puerto Valencia                          |
| 1992-1993   | COFISER / Serigrafía Vima          |                                          |
| 1993-1994   |                                    |                                          |
| 1994-1995   | Rasán / LIDER                      |                                          |
| 1995-1996   | TOP Recambios                      |                                          |
| 1996-1997   | LIDER                              |                                          |
| 1997-1998   | Air Nostrum                        |                                          |
| 1998-2000   |                                    | Terra Mítica                             |
| 2000-2003   |                                    | Terra Mítica                             |
| 2003-2004   | Xara                               | Terra Mítica                             |
| 2004-2005   |                                    | MVA Seguros                              |
| 2005-2006   | Ciudad de las Artes y las Ciencias |                                          |
| 2006-2012   | Comunidad Valenciana               |                                          |
| 2012-2014   | Comunidad Valenciana               |                                          |
| 2014-2016   |                                    | East United                              |
| 2016-2017   |                                    | East United                              |
| 2017-2018   | Jawwy                              |                                          |
| 2018-2021   | Betway                             |                                          |
| 2021-2022   | Gedesco                            |                                          |
| 2022 - Act. | Marcos Automoción                  |                                          |

## Datos del club
- Temporadas en 1.ª: 16
  - Partidos jugados: 554
  - Partidos ganados: 158
  - Partidos empatados: 140
  - Partidos perdidos: 256
  - Goles a favor: 626
  - Goles en contra: 866
  - Puntos: 596
  - Victoria más amplia en Primera División: Levante U. D. 5-1 FC Barcelona (1964/65)
  - Derrota más amplia En Primera División: Barcelona 7-0 Levante U. D. (2013/14)
  - Mejor puesto en Primera División: 6.º (2011/2012)
  - Peor puesto en Primera División: 20.º (2007/08, 2015/16)
  - Puesto histórico en la clasificación histórica de Primera División: 26.º
- Temporadas en 2.ª: 41
  - Partidos jugados: 1282
  - Partidos ganados: 488
  - Partidos empatados: 325
  - Partidos perdidos: 469
  - Goles a favor: 1819
  - Goles en contra: 1792
  - Puntos: 1483
  - Victoria más amplia en Segunda División: Levante U. D. 6 - 0 Ciudad de Murcia (2005-06)
- Temporadas en 2.ª B: 12
  - Partidos jugados: 456
  - Partidos ganados: 229
  - Partidos empatados: 110
  - Partidos perdidos: 117
  - Goles a favor: 685
  - Goles en contra: 422
  - Puntos: 614
- Temporadas en 3.ª: 21
  - Partidos jugados: 540
  - Partidos ganados: 310
  - Partidos empatados: 115
  - Partidos perdidos: 115
  - Goles a favor: 1145
  - Goles en contra: 508
  - Puntos: 735
- Temporadas en Primera Regional: 1
  - Partidos jugados: 14
  - Partidos ganados: 14
  - Partidos empatados: 0
  - Partidos perdidos: 0
  - Goles a favor: 65
  - Goles en contra: 10
  - Puntos: 42
- Jugadores internacionales con la selección española: 2.
  - Primer jugador internacional: Ernesto Domínguez. (1 de diciembre de 1963)
  - Segundo jugador internacional: José Campaña. (7 de octubre de 2020)
- Jugadores participantes en la Copa del Mundo de Fútbol: 28
  -  Johan Cruyff (Holanda, 1974);
  -  Carlos Caszely (Chile, 1974 y 1982);
  -  Predrag Mijatović (Yugoslavia, 1998);
  -  Lauren Bisan-Etame (Camerún, 1998 y 2002);
  -  Daniel Ngom Kome (Camerún, 2002);
  -  Sergio González (España, 2002);
  -  Juanfran García (España, 2002);
  -  Damiano Tommasi (Italia, 2002);
  -  Pablo Cavallero (Argentina, 2002);
  -  Ian Harte (Irlanda, 2002);
  -  Sylvain N'Diaye (Senegal, 2002);
  -  Johan Mjällby (Suecia, 2002);
  -  Arouna Koné (Costa de Marfil, 2006);
  -  Dariusz Dudka (Polonia, 2006);
  -  Theofanis Gekas (Grecia, 2010 y Grecia, 2014);
  -  Loukas Vyntra (Grecia, 2010);
  -  Kalu Uche (Nigeria, 2010);
  -  Obafemi Martins (Nigeria, 2010);
  -  Duda (Portugal, 2010);
  -  Nacho González (Uruguay, 2010);
  -  Christian Stuani (Uruguay, 2014 y 2018);
  -  Keylor Navas (Costa Rica, 2014, 2018 y 2022);
  -  Óscar Duarte (Costa Rica, 2014, 2018 y 2022);
  -  Jefferson Montero (Ecuador, 2014);
  -  Felipe Caicedo (Ecuador, 2014);
  -  Nabil Ghilas (Argelia, 2014);
  -  Fahad Al-Muwallad (Arabia, 2018);
  -  Jefferson Lerma (Colombia, 2018);
  -  Martín Cáceres (Uruguay 2010, 2014, 2018 y 2022);
  - Convocados sin jugar: José Francisco Molina (España, 1998); Pablo Cavallero (Argentina, 1998); Gustavo Munúa (Uruguay, 2002); Asier del Horno (España, 2006); Loukas Vyntra (Grecia, 2014); Mitchell Langerak  (Australia, 2014).

| Jugadores participantes en cada Copa del Mundo | Jugadores participantes en cada Copa del Mundo | Jugadores participantes en cada Copa del Mundo |
| Mundial                                        | Mundial                                        | Jugadores |
| ---------------------------------------------- | ---------------------------------------------- | --- |
|                                                | Alemania 1974 2                                | (Chile) Carlos Caszely. (Holanda) Johan Cruyff. |
|                                                | España 1982 1                                  | (Chile) Carlos Caszely. |
|                                                | Francia 1998 2+2                               | (Argentina) No jugó: Pablo Cavallero. (Camerún) Lauren Bisan-Etame. (España) No jugó: José Francisco Molina. (Yugoslavia) Predrag Mijatović. |
|                                                | Corea/Japón 2002 9+1                           | (Argentina) Pablo Cavallero. (Camerún) Lauren Bisan-Etame, Daniel Ngom Kome. (España) Juanfran García, Sergio González. (Italia) Damiano Tommasi. (Irlanda) Ian Harte. (Senegal) Sylvain N'Diaye. (Suecia) Johan Mjällby. (Uruguay) No jugó: Gustavo Munua. |
|                                                | Alemania 2006 2+1                              | (Costa de Marfil) Arouna Koné. (España) No jugó: Asier del Horno. (Polonia) Dariusz Dudka. |
|                                                | Sudáfrica 2010 6                               | (Grecia) Theofanis Gekas, Loukas Vyntra. (Nigeria) Kalu Uche, Obafemi Martins. (Portugal) Duda. (Uruguay) Nacho González. |
|                                                | Brasil 2014 7+2                                | (Argelia) Nabil Ghilas. (Australia) No jugó: Mitchell Langerak. (Costa Rica) Keylor Navas, Óscar Duarte. (Ecuador) Jefferson Montero, Felipe Caicedo. (Grecia) Theofanis Gekas. No jugó: Loukas Vyntra. (Uruguay) Christian Stuani.                         |
|                                                | Rusia 2018 5                                   | (Arabia) Fahad Al-Muwallad. (Colombia) Jefferson Lerma. (Costa Rica) Keylor Navas, Óscar Duarte. (Uruguay) Christian Stuani. |

- Mejor clasificación en Copa del Rey: Campeón (1937)
- Máximos anotadores del club en Primera División:

Nota: indicados en negrita jugadores activos en el club.
| N.º | Nombre                                       | Goles |
| --- | -------------------------------------------- | ----- |
| 1º  | José Luis Morales                            | 63    |
| 2º  | Roger Martí                                  | 47    |
| 3º  | Enis Bardhi                                  | 23    |
| 4º  | David Barral                                 | 18    |
| 5º  | Mustapha Riga                                | 17    |
| 6º  | Gonzalo Melero                               | 16    |
| 7º  | Arouna Koné                                  | 15    |
| 8º  | Felipe Caicedo, Pepín, Serafín, Rubén Suárez | 13    |
| 12º | Barkero, Víctor Casadesús                    | 12    |

Datos actualizados hasta el último partido jugado el 30 de junio de 2022.
• Jugadores con más partidos disputados en la historia del club:
Nota: indicados en negrita jugadores activos en el club.
| Nº  | Nombre             | Partidos |
| --- | ------------------ | -------- |
| 1º  | Agustín Dolz       | 344      |
| 2º  | Félix Ettien       | 324      |
| 3º  | Vicente Latorre    | 317      |
| 4º  | José Luis Morales  | 311      |
| 5º  | Juanfran García    | 244      |
| 6º  | Sergio Ballesteros | 239      |
| 7º  | Vicente Iborra     | 236      |
| 8º  | Roger Martí        | 234      |
| 9º  | Iñaki Descarga     | 226      |
| 10º | José Campaña       | 208      |

Datos actualizados hasta el último partido jugado el 30 de junio de 2023.

### Trayectoria histórica
| Temporada | División | Puesto  | Copa del Rey |
| --------- | -------- | ------- | ------------ |
| 1928-29   | Regional | 3.º LFC | -            |
| 1929-30   | 3.ª      | 2.º LFC | -            |
| 1930-31   | 3.ª      | 6.º LFC | -            |
| 1931-32   | 3.ª      | 1.º LFC | -            |
| 1932-33   | 3.ª      | 4.º LFC | 1/16         |
| 1933-34   | 3.ª      | 5.º LFC | 1/16         |
| 1934-35   | 2.ª      | 3.º LFC | 1/2          |
| 1935-36   | 2.ª      | 3.º LFC | 1.ª ronda    |
| 1939-40   | 2.ª      | 1.º     | 1.ª ronda    |
| 1940-41   | 2.ª      | 3.º     | 1/4          |
| 1941-42   | 2.ª      | 8.º     | 1.ª ronda    |
| 1942-43   | Regional | 1.º     | 1.ª ronda    |
| 1943-44   | 3.ª      | 1.º     | -            |
| 1944-45   | 3.ª      | 2.º     | -            |
| 1945-46   | 3.ª      | 1.º     | -            |
| 1946-47   | 2.ª      | 6.º     | 1/16         |
| 1947-48   | 2.ª      | 5.º     | 5.ª ronda    |
| 1948-49   | 2.ª      | 9.º     | 4.ª ronda    |
| 1949-50   | 2.ª      | 13.º    | 3.ª ronda    |
| 1950-51   | 2.ª      | 13.º    | -            |
| 1951-52   | 2.ª      | 14.º    | -            |
| 1952-53   | 3.ª      | 2.º     | -            |
| 1953-54   | 3.ª      | 1.º     | -            |
| 1954-55   | 2.ª      | 15.º    | -            |
| 1955-56   | 3.ª      | 1.º     | -            |
| 1956-57   | 2.ª      | 11.º    | -            |
| 1957-58   | 2.ª      | 4.º     | -            |
| 1958-59   | 2.ª      | 2.º     | 1/32         |
| 1959-60   | 2.ª      | 6.º     | 1.ª ronda    |
| 1960-61   | 2.ª      | 6.º     | 1.ª ronda    |
| 1961-62   | 2.ª      | 6.º     | 1.ª ronda    |
| 1962-63   | 2.ª      | 2.º     | 1/8          |
| 1963-64   | 1.ª      | 10.º    | 1/16         |
| 1964-65   | 1.ª      | 14.º    | 1/8          |
| 1965-66   | 2.ª      | 5.º     | 1.ª ronda    |
| 1966-67   | 2.ª      | 4.º     | 1/16         |
| 1967-68   | 2.ª      | 14.º    | 1.ª ronda    |
| 1968-69   | 3.ª      | 3.º     | -            |
| 1969-70   | 3.ª      | 4.º     | 3.ª ronda    |

| Temporada | División | Puesto | Copa del Rey |
| --------- | -------- | ------ | ------------ |
| 1970-71   | 3.ª      | 12.º   | 1.ª ronda    |
| 1971-72   | 3.ª      | 6.º    | 2.ª ronda    |
| 1972-73   | 3.ª      | 1.º    | 3.ª ronda    |
| 1973-74   | 2.ª      | 19.º   | 5.ª ronda    |
| 1974-75   | 3.ª      | 2.º    | 4.ª ronda    |
| 1975-76   | 3.ª      | 1.º    | 1.ª ronda    |
| 1976-77   | 2.ª      | 18.º   | 2.ª ronda    |
| 1977-78   | 2.ª B    | 4.º    | 3.ª ronda    |
| 1978-79   | 2.ª B    | 1.º    | 2.ª ronda    |
| 1979-80   | 2.ª      | 10.º   | 3.ª ronda    |
| 1980-81   | 2.ª      | 9.º    | 1/8          |
| 1981/82   | 2.ª      | 19.º   | 3.ª ronda    |
| 1982-83   | 3.ª      | 2.º    | 2.ª ronda    |
| 1983-84   | 3.ª      | 2.º    | 2.ª ronda    |
| 1984-85   | 2.ª B    | 11.º   | 2.ª ronda    |
| 1985-86   | 2.ª B    | 10.º   | -            |
| 1986-87   | 3.ª      | 2.º    | -            |
| 1987-88   | 2.ª B    | 6.º    | 3.ª ronda    |
| 1988-89   | 2.ª B    | 1.º    | 2.ª ronda    |
| 1989-90   | 2.ª      | 15.º   | 1.ª ronda    |
| 1990-91   | 2.ª      | 19.º   | 3.ª ronda    |
| 1991-92   | 2.ª B    | 11.º   | 3.ª ronda    |
| 1992-93   | 2.ª B    | 9.º    | 2.ª ronda    |
| 1993-94   | 2.ª B    | 3.º    | 3.ª ronda    |
| 1994-95   | 2.ª B    | 1.º    | 1.ª ronda    |
| 1995-96   | 2.ª B    | 1.º    | 3.ª ronda    |
| 1996-97   | 2.ª      | 9.º    | 2.ª ronda    |
| 1997-98   | 2.ª      | 22.º   | 1.ª ronda    |
| 1998-99   | 2.ª B    | 1.º    | 1/8          |
| 1999-00   | 2.ª      | 7.º    | 1.ª ronda    |

| Temporada | División | Puesto | Copa del Rey | Europa League |
| --------- | -------- | ------ | ------------ | ------------- |
| 2000-01   | 2.ª      | 8.º    | 1/16         |               |
| 2001-02   | 2.ª      | 19.º   | 1/16         |               |
| 2002-03   | 2.ª      | 4.º    | 1/32         |               |
| 2003-04   | 2.ª      | 1.º    | 1/8          |               |
| 2004-05   | 1.ª      | 18.º   | 1/16         |               |
| 2005-06   | 2.ª      | 3.º    | 1.ª ronda    |               |
| 2006-07   | 1.ª      | 15.º   | 1/16         |               |
| 2007-08   | 1.ª      | 20.º   | 1/8          |               |
| 2008-09   | 2.ª      | 8.º    | 2.ª ronda    |               |
| 2009-10   | 2.ª      | 3.º    | 2.ª ronda    |               |
| 2010-11   | 1.ª      | 14.º   | 1/8          |               |
| 2011-12   | 1.ª      | 6.º    | 1/4          |               |
| 2012-13   | 1.ª      | 11.º   | 1/8          | 1/8           |
| 2013-14   | 1.ª      | 10.º   | 1/4          |               |
| 2014-15   | 1.ª      | 14.º   | 1/8          |               |
| 2015-16   | 1.ª      | 20.º   | 1/16         |               |
| 2016-17   | 2.ª      | 1.º    | 2.ª ronda    |               |
| 2017-18   | 1.ª      | 15.º   | 1/8          |               |
| 2018-19   | 1.ª      | 15.º   | 1/8          |               |
| 2019-20   | 1.ª      | 12.º   | 1/16         |               |
| 2020-21   | 1.ª      | 14.º   | Semifinal    |               |
| 2021-22   | 1.ª      | 19.º   | 1/32         |               |
| 2022-23   | 2.ª      | 3.º    | 1/8          |               |
| 2023-24   | 2.ª      | 8.º    | 1/32         |               |

## Organigrama deportivo

### Altas 2025-26
- Los precios no se incluye IVA o sumas por objetivos ya que no han sido efectivos.

| Altas                | Altas   | Altas          | Altas                | Altas    | Altas            | Altas     |
| Jugador              | Edad    | Posición       | Procedencia          | Contrato | Tipo             | Cobro     |
| -------------------- | ------- | -------------- | -------------------- | -------- | ---------------- | --------- |
| Pablo Cuñat          | 22 años | Portero        | F.C. Cartagena       | 2026     | Vuelta de cesión | -         |
| Dani Martín          | 18 años | Portero        | Marbella FC          | 2028     | Vuelta de cesión | -         |
| Óscar Clemente       | 26 años | Centrocampista | F.C. Cartagena       | 2025     | Vuelta de cesión | -         |
| Víctor García        | 28 años | Defensa        | C.D. Eldense         | 2027     | Libre            | 0 €       |
| Kervin Arriaga       | 27 años | Centrocampista | Partizán de Belgrado | 2028     | Traspaso         | 500.000 € |
| Alan Matturro        | 20 años | Defensa        | Genoa C.F.C          | 2026     | Cesión O/C       | 500.000 € |
| Jeremy Toljan        | 30 años | Defensa        | US Sassuolo          | 2027     | Libre            | 0 €       |
| Matías Moreno        | 21 años | Defensa        | ACF Fiorentina       | 2026     | Cesión O/C       | 0 €       |
| Jon Ander Olasagasti | 25 años | Centrocampista | Real Sociedad        | 2028     | Traspaso         | 500.000 € |
| Manu Sánchez         | 24 años | Defensa        | R.C. Celta           | 2026     | Cesión           | 0 €       |
| Goduine Koyalipou    | 25 años | Delantero      | RC Lens              | 2026     | Cesión O/C       | 500.000 € |

### Bajas 2024-25
- Los precios no se incluye IVA o sumas por objetivos ya que no han sido efectivos.

| Bajas                | Bajas   | Bajas          | Bajas             | Bajas         | Bajas       | Bajas |
| Jugador              | Edad    | Posición       | Destino           | Tipo          | Cobro       |       |
| -------------------- | ------- | -------------- | ----------------- | ------------- | ----------- | ----- |
| Giorgi Kochorashvili | 26 años | Centrocampista | Sporting CP       | Traspaso      | 5 500 000 € |       |
| Álex Forés           | 24 años | Delantero      | Villarreal C.F.   | Fin de cesión | -           |       |
| Vicente Iborra       | 37 años | Centrocampista | Retirado          | -             | -           |       |
| Andrés Fernández     | 38 años | Portero        | U.D. Almería      | Libre         | -           |       |
| Ángel Algobia        | 26 años | Centrocampista | AVS Futebol SAD   | Libre         | -           |       |
| Ignasi Miquel        | 32 años | Defensa        | C.D. Leganés      | Libre         | -           |       |
| Marcos Navarro       | 21 años | Defensa        | Valencia Mestalla | Libre         | -           |       |
| Manu Sánchez         | 29 años | Defensa        | A.D. Ceuta F.C.   | Libre         | -           |       |
| Óscar Clemente       | 26 años | Centrocampista | Sin equipo        | Libre         | -           |       |

| Cesiones    | Cesiones | Cesiones | Cesiones      | Cesiones  | Cesiones  |
| Jugador     | Edad     | Posición | Destino       | Inicio    | Término   |
| ----------- | -------- | -------- | ------------- | --------- | --------- |
| Xavi Grande | 20 años  | Defensa  | C.S. Marítimo | 11/7/2025 | 30/6/2026 |
| Dani Martín | 19 años  | Portero  | S.D. Huesca   | 16/7/2025 | 30/6/2026 |

## Entrenadores
| - 1939-40 - Juan Puig - José Kaufer - 1940-1942 - Juan Puig - 1942-1944 - Redó - 1944-45 - Villanueva - Alcalá - Gaspar Rubio - 1945-1948 - Guillermo Villagrá - 1948-49 - Antonio Bonet - 1949-50 - Antonio Bonet - Aparisi - 1950-51 - Ramón Balaguer - Manolo Alepuz - 1951-52 - Manolo Alepuz - Guillermo Villagrá Agustín Dolz - Redó - 1952-53 - Agustín Dolz - Arnal - 1953-54 - Arnal - 1954-55 - Picolín - 1955-56 - Josep Escolà - 1956-57 - Josep Escolà - Urquizu - 1957-58 - Urquizu - Álvaro Pérez - Agustín Dolz - 1958-59 - Álvaro Pérez - 1959-60 - Alfonso Aparicio - 1960-1962 - Lelé - 1962-63 - Lelé - Quique Martín - 1963-64 - Quique Martín - 1964-65 - Enrique Orizaola - Quique Martín - 1965-66 - Casimiro Benavente - Farina - 1966-67 - Vicente Morera - 1967-68 - Vicente Morera - Álvaro Pérez | - 1968-69 - Juan Navarro - 1969-70 - Alfonso Guasp - Paco Roig - 1970-71 - Paco Roig - Ramón Balaguer - Mundo - 1971-72 - Juan Navarro - Vicente Morera - 1972-73 - José Juncosa - 1973-74 - José Juncosa - Héctor Núñez Juan Navarro - 1974-75 - Juan Navarro - Daučík - 1975-76 - Daučík - Dagoberto Moll - Juan Navarro - 1976-77 - Ramón Miralles - Juan Navarro - 1977-78 - Vicente Dauder - José Antonio Naya - 1978-79 - José Antonio Naya - 1979-80 - Pachín - 1980-81 - Pachín - Joaquim Rifé - 1981-82 - Toza - Vicente Piquer - Roberto Gil - 1982-83 - Pepe Martínez - 1983-84 - Pepe Martínez - Manolo Tatay - 1984-85 - Evaristo Carrió - Pachín - 1985-86 - Juan Muñoz - Floro Garrido - 1986-87 - Josu Ortuondo - Alfonso Nebot - 1987-88 - Quique Hernández - Pachín - 1988-89 - Roberto Álvarez - 1989-90 - Roberto Álvarez - Pepe Martínez - 1990-91 - Pepe Martínez - Antal Dunai - José Antonio Irulegui - Pepe Martínez - 1991-92 - Pepe Martínez - Miguel Soriano - Toni Aparicio - Luis Costa | - 1992-93 - Juan Muñoz - 1993-94 - José Enrique Díaz - Jordi Gonzalvo - 1994-95 - Juande Ramos - 1995-96 - Carlos Simón - 1996-97 - José Manuel Esnal «Mané» - 1997-98 - Emilio Cruz - José Enrique Díaz - Roberto Álvarez - Txutxi Aranguren - Pep Balaguer - 1998-99 - Pep Balaguer - 1999-00 - Pep Balaguer - Carlos Granero - 2000-01 - Carlos Granero - 2001-02 - Pep Balaguer - Carlos García Cantarero - 2002-03 - Carlos García Cantarero - 2003-04 - Manuel Preciado - 2004-05 - Bernd Schuster - José Luis Oltra - 2005-06 - José Luis Oltra - José Manuel Esnal «Mané» - 2006-07 - López Caro - Abel Resino - 2007-08 - Abel Resino - Gianni De Biasi - José Ángel Moreno - 2008-11 - Luis García Plaza - 2011-13- Juan Ignacio Martínez Jiménez - 2013-14 - Joaquín Caparrós - 2014-15 - José Luis Mendilibar - Lucas Alcaraz - 2015-16 - Lucas Alcaraz - Joan Francesc Ferrer «Rubi» - 2016-18 - Juan Ramón López Muñiz - 2018-21 - Paco López - 2021-22 - Paco López - Javier Pereira Megía - Alessio Lisci (interino) - 2022-23 - Mehdi Nafti - Javier Calleja - 2023-24 - Javier Calleja - Felipe Miñambres (interino) - 2024-25 - Julián Calero |

## Presidentes
| Período   | Presidente                            | Observaciones |
| 1939-1941 | Cecilio G.                            |               |
| 1941-1943 | Luis Moscardó                         |               |
| 1943-1944 | Emilio Bello Blasco                   | 1.er mandato  |
| 1944-1945 | Isaías Aspas                          |               |
| 1945-1949 | Francisco Belenguer                   |               |
| 1949-1950 | Vicente Gil Mortes Lizandra           |               |
| 1950-1951 | Manuel Alepuz Andrés                  |               |
| 1951-1952 | Amador Sanchís Mora                   |               |
| 1952-1953 | Emilio Bello Blasco                   | 2.º mandato   |
| 1953-1960 | Antonio Román López                   | 1.er mandato  |
| 1960-1962 | José Navarro Martínez                 |               |
| 1962-1966 | Eduardo Clerigues Andreu              |               |
| 1966-1970 | Antonio Román López                   | 2.º mandato   |
| 1971-1977 | Manuel Grau Torralba                  |               |
| 1977-1979 | Santiago Sanz Martín                  |               |
| 1980-1980 | Francisco Aznar Serra                 |               |
| 1981-1982 | Federico Cortés Martín                |               |
| 1982-1982 | Alejandro Escribano Vidal             |               |
| 1982-1984 | Antonio Aragonés Agramunt             |               |
| 1985-1986 | Juan José Murria Bau                  |               |
| 1986-1993 | Ramón Victoria Marz                   |               |
| 1993-1995 | José Luis López Sánchez alias Jolosan |               |
| 1995-1996 | Abel Guillén Mas                      |               |
| 1996-2002 | Pedro Villarroel Guzmán               | 1.er mandato  |
| 2002-2004 | Antonio Blasco Muñoz                  |               |
| 2004-2007 | Pedro Villarroel Guzmán               | 2.º mandato   |
| 2007-2009 | Julio Romero Salvador                 |               |
| 2009      | Jesús Serna Sánchez                   |               |
| 2010-2023 | Franciso J. «Quico» Catalán Vena      |               |
| 2023-act. | Pablo Sánchez                         |               |

## Otras secciones y filiales

### Filial
El Levante Unión Deportiva B (llamado oficialmente Atlético Levante U. D.) es el equipo filial del club. Fue fundado en 1961 y en la temporada 2017/18 logró la primera posición en el grupo VI de la Tercera División y, tras la liguilla, consiguió el ascenso a la Segunda División B. Su mayor logro fue clasificarse por dos temporadas consecutivas en Segunda División B para disputar la fase de ascenso a Segunda División A. En la primera de ellas, la 2004/05, el equipo no disputó los playoffs debido al descenso del primer equipo a Segunda División A. La campaña 2005/06 sí que pudo disputar la fase de ascenso y cayó en la segunda eliminatoria ante el Vecindario.

### Fútbol femenino
El Levante Unión Deportiva Femenino es la sección de fútbol femenino del club. Se creó en 1998 tras absorber al San Vicente CFF. Es uno de los grandes del fútbol femenino de España y en su palmarés cuenta con cuatro ligas y seis copas.

### Deporte adaptado
El Levante UD Masclets es la sección de deporte adaptado del Levante U. D. Se creó en 2009 tras la unión con el club Masclets Valencia. La sección alberga las disciplinas de hockey, boccia, natación y powerchair fútbol (2023). En su primera temporada como granotes, el equipo de hockey se proclama campeón de España de hockey en silla de ruedas eléctrica. En 2023 debuta la sección de powerchair fútbol participado en la Liga Desarrollo ACPFE, competición oficial de la Asociación de Clubes de powerchair Fútbol Española.

### Fútbol sala
En julio de 2009 el Levante U. D. firma un convenio con el CD Dominicos por el que tanto el equipo sénior como el juvenil pasan a denominarse Levante U. D. ―CD Dominicos y a vestir la equipación del Levante. El equipo sénior milita actualmente en la Segunda División de fútbol sala.

## Palmarés

### Torneos nacionales
- Copa de la República (1): 1937.[43]
- Segunda División (3): 2003-04, 2016-17 y 2024-25.
- Segunda División B (5): 1978-79, 1988-89, 1994-95, 1995-96 y 1998-99.
- Tercera División (4): 1953-54, 1955-56, 1972-73 y 1975-76.
- Subcampeón de la Segunda División (2): 1958-59 y 1962-63.

### Torneos regionales
- Campeonato de Valencia (1): 1927-28.
- Campeonato Regional Levante-Sur (1): 1934-35.

### Torneos amistosos
- Trofeo Costa de Valencia (3): 1972, 1974 y 1977.
- Trofeo Ciudad de Alcoy (3): 2001, 2010 y 2013.
- Trofeo Festa d'Elx (4): 1960, 1964, 2017 y 2024.
- Trofeo Ciutat de València (2): 1995 y 1996.
- Trofeo Ciudad de Alcoy (2): 2010 y 2013.
- Trofeo Ciudad de Palma (2): 2015 y 2019.
- Trofeo Ciudad de Gandía (1): 1983.
- Trofeo Ciudad de Tomelloso (1): 1995.
- Trofeo Feria de Toledo (1): 2000.
- Trofeo Feria de San Julián (Cuenca) (1): 2003.
- Trofeo Amaro González (Alicante) (1): 2003.
- Trofeo de la Cerámica (1): 2004.
- Trofeo Ciudad de Las Palmas de Gran Canaria (1): 2007.
- Trofeo Colombino (1): 2013.
- Trofeo Ciudad de Albacete (1): 2018.
- Trofeo Ciudad de Zaragoza (1): 2018.

### Trofeos individuales a jugadores, técnicos y afición
- Paredes: Pichichi de Segunda División: temporada 1959-60.
- Paco Salillas: Pichichi de Segunda División: temporada 1999-2000.
- Luis García Plaza: Trofeo Miguel Muñoz (mejor entrenador) de Segunda División: temporada 2009-2010.
- Mejor afición española: temporada 2010-11.
- Juan Ignacio Martínez: Premio Ramón Cobo (mejor entrenador) de Primera División: temporada 2011-12.
- Keylor Navas: Mejor portero de Primera División: temporada 2013-2014.
- Raúl Fernández: Trofeo Zamora al portero menos goleado de Segunda División: temporada 2016-17.
- Juan Ramón López Muñiz: Trofeo Miguel Muñoz (mejor entrenador) de Segunda División: temporada 2016-17.